# Ouistreham
Cet article concerne la ville. Pour le film, voir Ouistreham (film).
Ouistreham [wistʁeam] est une commune française située dans le département du Calvados en région Normandie, peuplée de 9 261 habitants. Depuis fin 2014, la municipalité communique désormais avec le nom d’Ouistreham Riva-Bella (un changement de nom rejeté par le Conseil d'État).
La plage de débarquement de Sword Beach englobait la commune d’Ouistreham.
Cette station balnéaire est au débouché du port de Caen-Ouistreham sur le canal de Caen à la mer.

## Géographie

### Situation
La commune est au nord de la plaine de Caen, en rive gauche de l'embouchure de l'Orne, à l'extrémité est de la Côte de Nacre, partie centrale du littoral calvadosien de la Manche. Par la route, l'agglomération est à 9,5 km à l'est de Douvres-la-Délivrande, à 14 km au nord-est de Caen et à 19 km à l'ouest de Cabourg. Pour cette dernière, la distance orthodromique n'est que de 10 km.
Ouistreham est principalement bordée à l'ouest par Colleville-Montgomery, au sud par Saint-Aubin-d'Arquenay et Bénouville, à l'est par Merville-Franceville-Plage et Sallenelles.

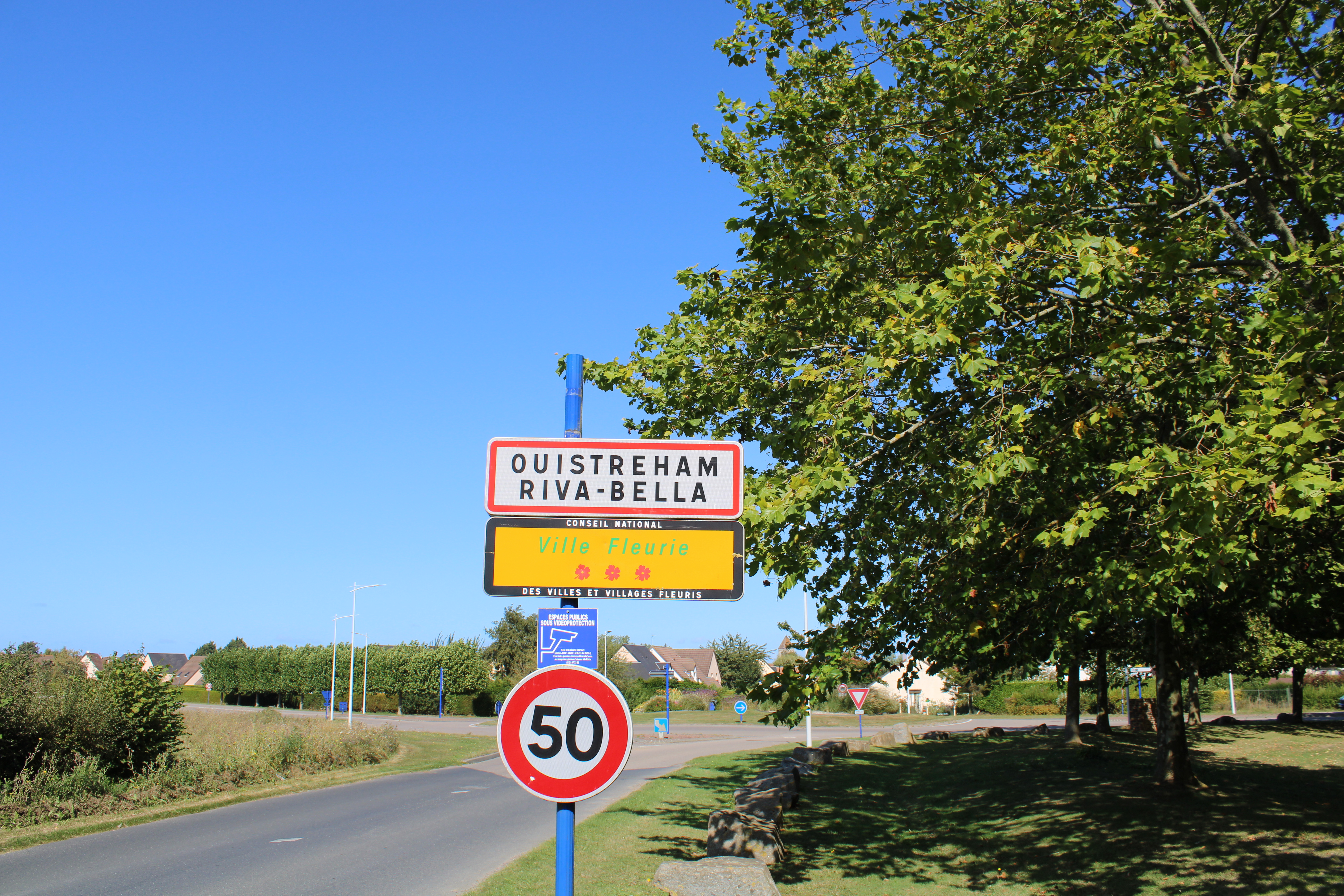
Entrée de la ville.

| La Manche, Colleville-Montgomery | La Manche                                              | La Manche                  |
| Colleville-Montgomery            | Ouistreham                                             | Merville-Franceville-Plage |
| Saint-Aubin-d'Arquenay           | Bénouville, Ranville (sur quelques mètres), Amfreville | Sallenelles                |

### Hydrographie
La commune est située dans le bassin Seine-Normandie. Elle est drainée par le Dan, le canal de Caen à la Mer et  et un autre petit cours d'eau,.
Le Dan, d'une longueur de 20 km, prend sa source dans la commune d'Anisy et se jette  dans le canal de Caen à la mer à Blainville-sur-Orne, après avoir traversé huit communes. 
Le canal de Caen à la mer, un canal, chenal navigable d'une longueur de 14 km, prend sa source dans la commune de Caen et se jette  dans l'embouchure de l'Orne sur la commune, après avoir traversé six communes. 

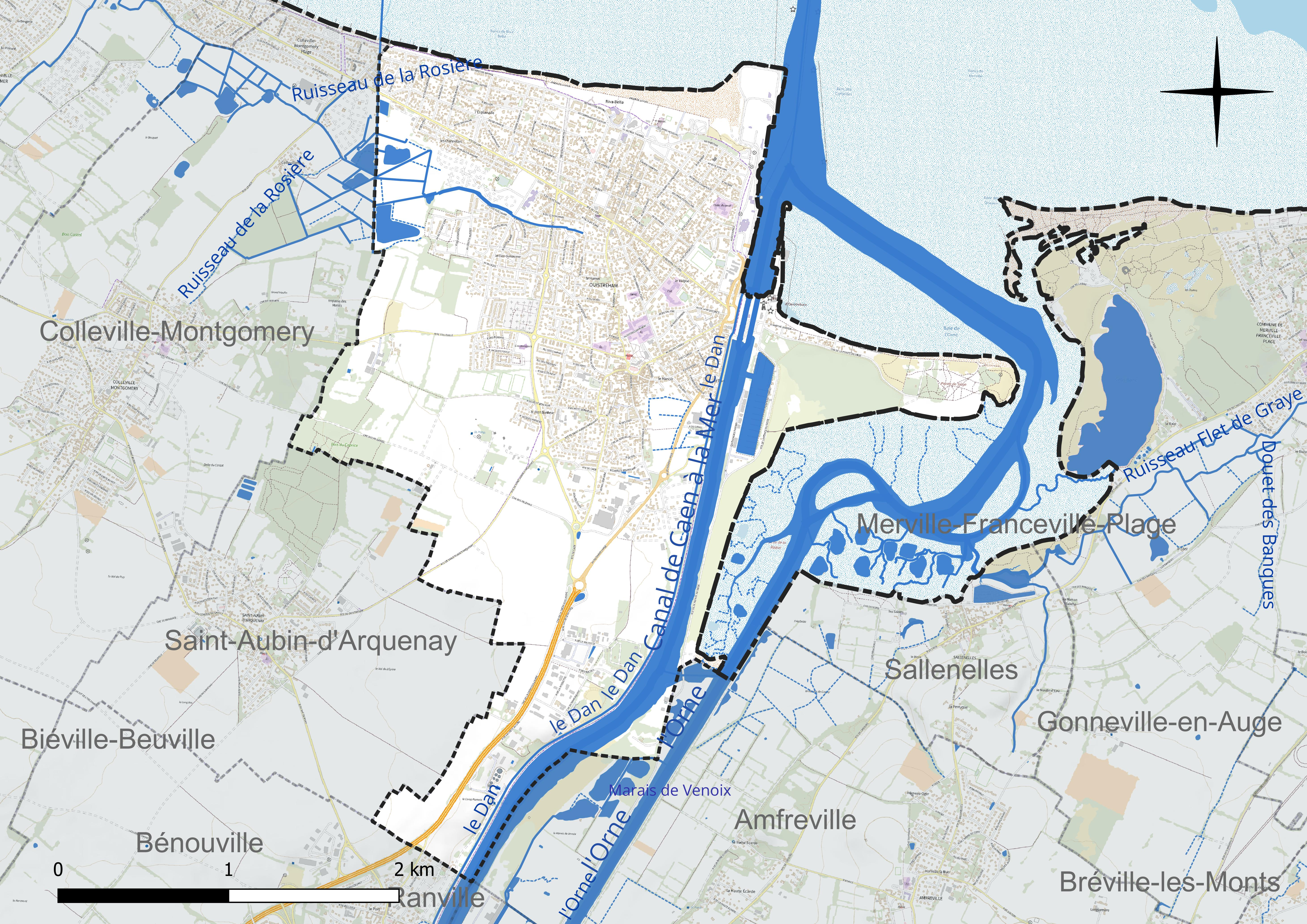
Réseau hydrographique deOuistreham.

Un plan d'eau complète le réseau hydrographique : le marais de Venoix, d'une superficie totale de 3,5 ha (0 ha sur la commune),.

### Climat
Pour des articles plus généraux, voir Climat de la Normandie et Climat du Calvados.
En 2010, le climat de la commune est de type climat océanique altéré, selon une étude du CNRS s'appuyant sur une série de données couvrant la période 1971-2000. En 2020, Météo-France publie une typologie des climats de la France métropolitaine dans laquelle la commune est exposée à un climat océanique et est dans la région climatique Normandie (Cotentin, Orne), caractérisée par une pluviométrie relativement élevée (850 mm/a) et un été frais (15,5 °C) et venté. Parallèlement le GIEC normand, un groupe régional d'experts sur le climat, différencie quant à lui, dans une étude de 2020, trois grands types de climats pour la région Normandie, nuancés à une échelle plus fine par les facteurs géographiques locaux. La commune est, selon ce zonage, exposée à un « climat des plateaux abrités », correspondant à la plaine agricole de Caen à Falaise, sous le vent des collines de Normandie et proche de la mer, se caractérisant par une pluviométrie et des contraintes thermiques modérées.
Pour la période 1971-2000, la température annuelle moyenne est de 11 °C, avec  une amplitude thermique annuelle de 11,9 °C. Le cumul annuel moyen de précipitations est de 658 mm, avec 11,4 jours de précipitations en janvier et 7,2 jours en juillet. Pour la période 1991-2020, la température moyenne annuelle observée sur la station météorologique la plus proche, située sur la commune de Sallenelles à 3 km à vol d'oiseau, est de 11,8 °C et le cumul annuel moyen de précipitations est de 735,8 mm,. Pour l'avenir, les paramètres climatiques de la commune estimés pour 2050 selon différents scénarios d'émission de gaz à effet de serre sont consultables sur un site dédié publié par Météo-France en novembre 2022.

### Lieux-dits et patrimoine naturel

#### Le Maresquier

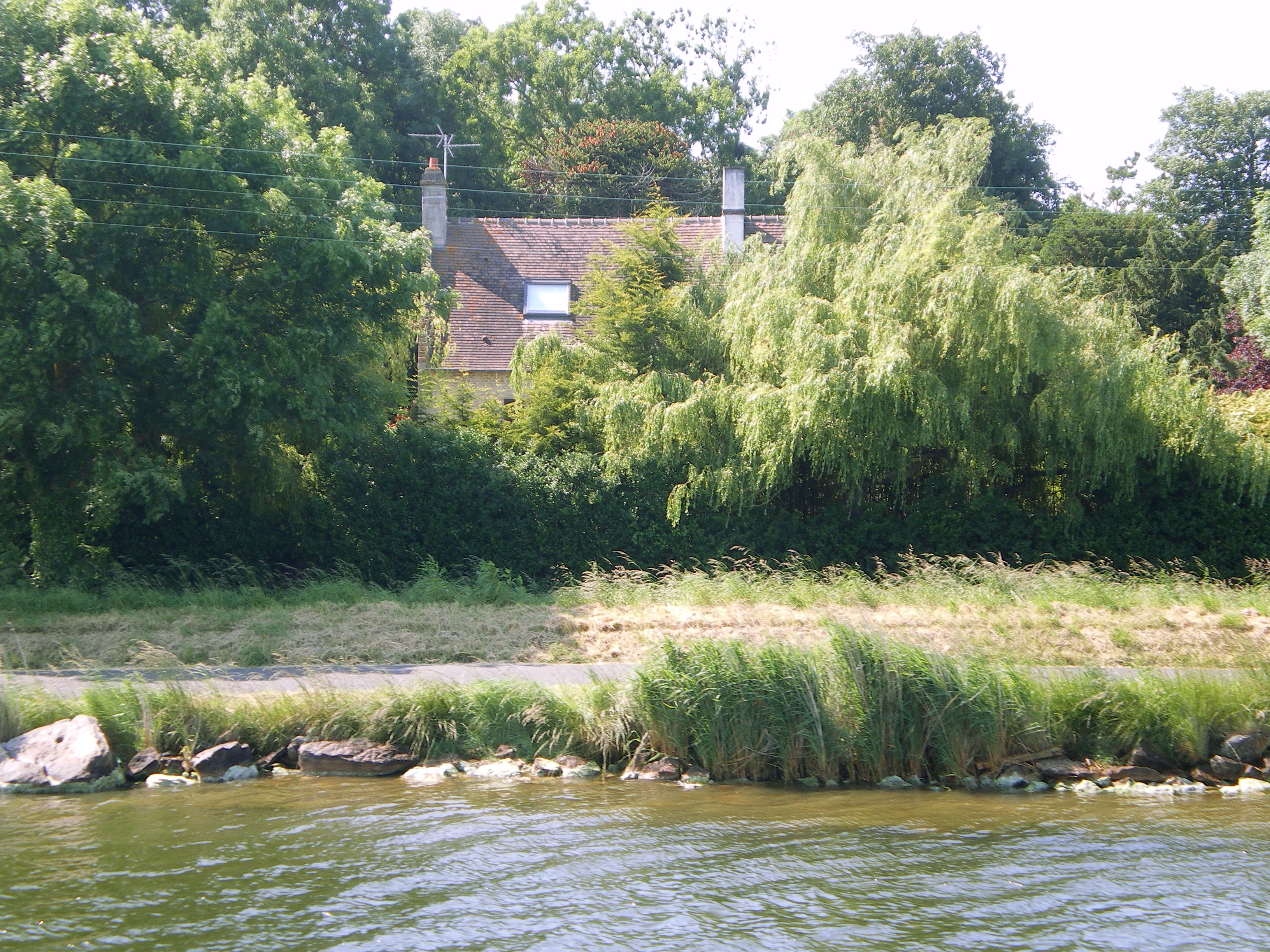
L'ancienne maison de villégiature d'Aristide Briand.

Au lieu-dit le Maresquier, on peut trouver une petite maison en pierre, rénovée, sur la berge ouest du canal de Caen à la mer, c'est l'ancienne résidence de vacances d'Aristide Briand.

#### Le bois du Caprice

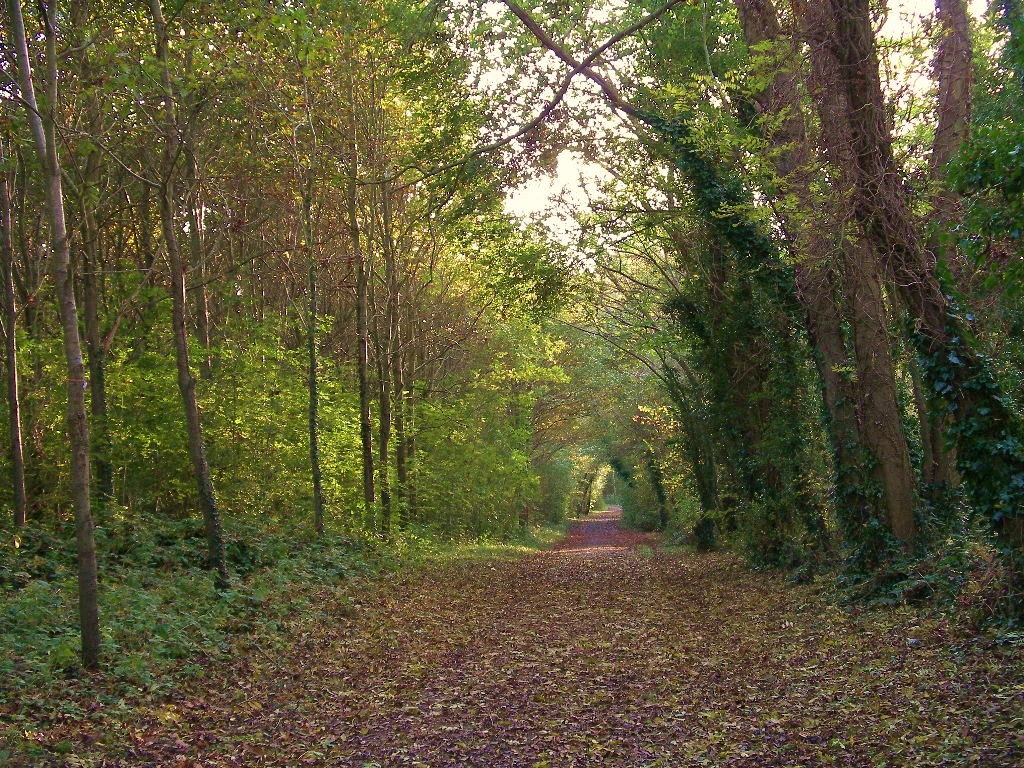
Le chemin des Pèlerins dans le bois du Caprice.

Situé au sud-ouest de la ville, ce petit bois de plus de 70 hectares est classé en « espace naturel sensible » par le conseil général du Calvados. Réparti sur trois communes (Colleville-Montgomery, Saint-Aubin-d'Arquenay et Ouistreham), il abrite notamment des salamandres et des espèces végétales telle que la rare Torilis des moissons (Torilis arvensis), l'Orchis maculé et l'Ophrys abeille. Le bois est traversé par le chemin des Pèlerins, voie qui était empruntée par les Romains pour rejoindre leur camp à Bernières-sur-Mer[réf. nécessaire].

#### La pointe du Siège
À l'est de la ville, la pointe du Siège est un éperon sableux qui dévie le cours de l'Orne à son embouchure dans la baie de Sallenelles. Une tour permet l'observation des oiseaux sédentaires et migrateurs qui nichent dans la baie. Cette diversité de milieux et d'espèces a conduit à une protection de l'espace. La partie est de la pointe du siège est sous protection du conservatoire du littoral.

### Voies de communication et transports

#### Voies routières
On accède par la route à Ouistreham en venant de Caen par la route départementale 514 puis la RD 515 en voie rapide.

#### Transports urbains
Depuis son incorporation à la communauté urbaine Caen la mer, la commune est desservie par les bus du réseau Twisto :
- ligne 12 : de Lion-sur-Mer à la gare de Caen en passant par Hermanville-sur-Mer, Ouistreham, Colleville-Montgomery, Saint-Aubin-d'Arquenay, Bénouville, Blainville-sur-Orne et Hérouville-Saint-Clair ; il existe également une ligne 12 Express qui assure une liaison directe entre Caen et les communes de Ouistreham, Colleville-Plage, Hermanville-Plage et Lion-sur-Mer ;
- ligne Gare Maritime Express : dessert la gare de Caen, la Tour Leroy et la gare maritime de Ouistreham ; les horaires de cette ligne a la particularité de s'adapter aux horaires de la marée et donc aux horaires d'arrivée et de départ des ferries de Brittany ferries à destination de l'Angleterre.

#### Liaisons maritimes
Ouistreham est reliée à Caen par le canal de Caen à la mer. Le port de Caen-Ouistreham est le port de commerce de Caen. La commune est desservie, depuis 1986, par des ferries trans-Manche vers Portsmouth (Royaume-Uni). Ces ferries sont actuellement exploités par la compagnie Brittany Ferries. Ils prennent environ 1 000 000 passagers par an, et effectuent trois allers-retours quotidiens.
Le port de commerce, comme le port de plaisance (650 anneaux), sont gérés par la Chambre de commerce et d'industrie de Caen. On trouve aussi un petit port de pêche devant les écluses du canal.

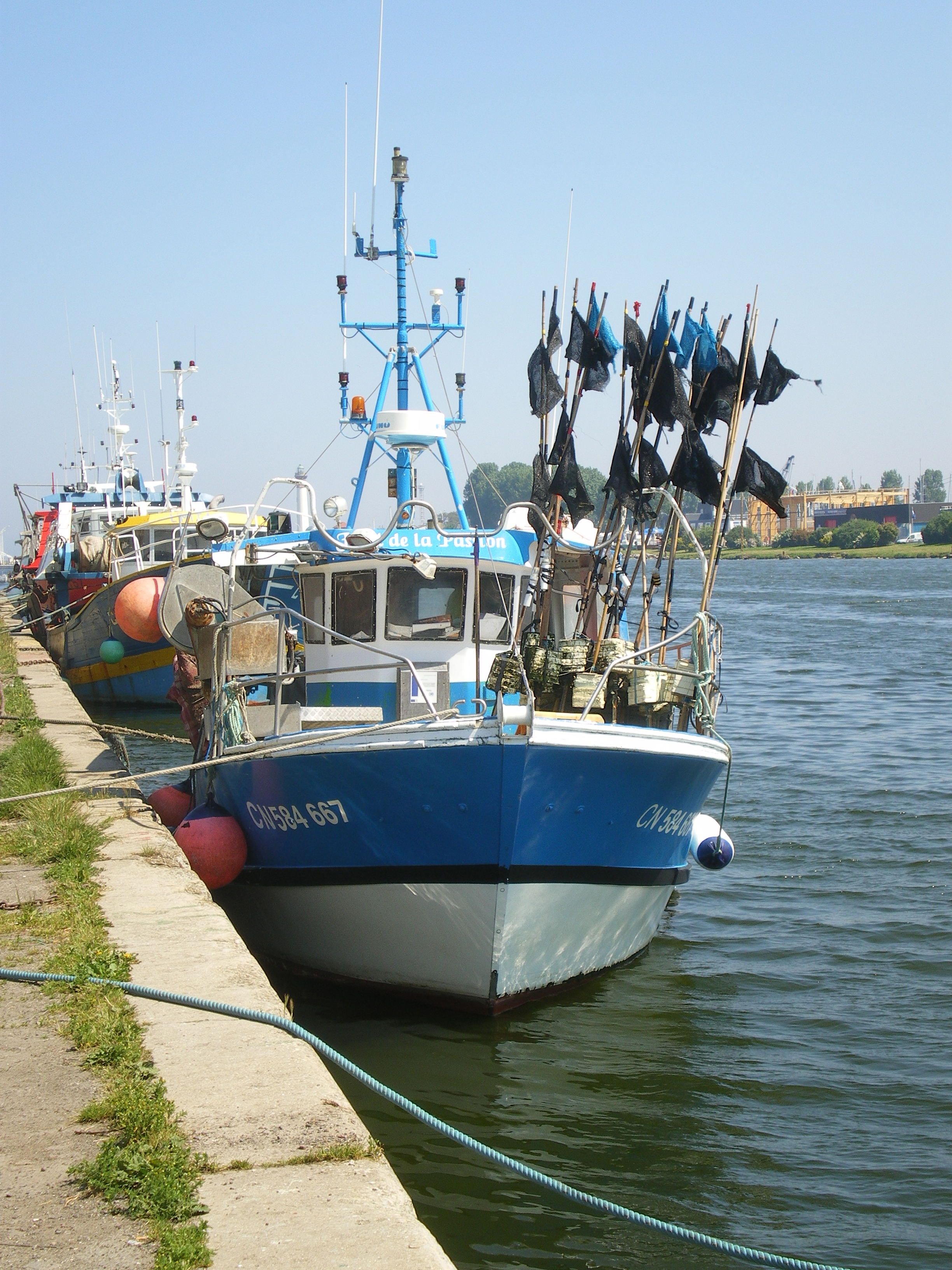
Des chalutiers ouistrehamais amarrés au quai Jean-Charcot.
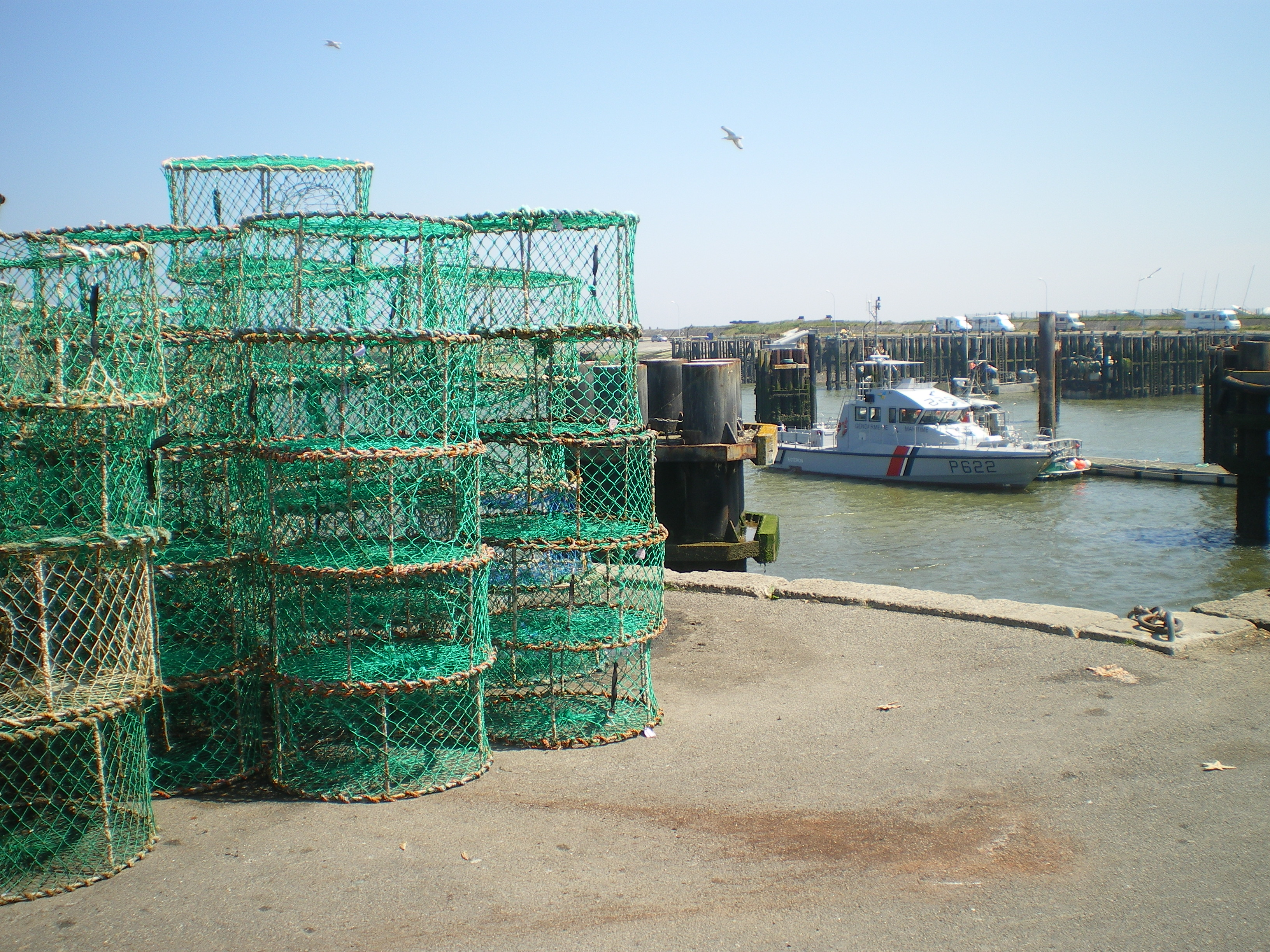
Des casiers de pêche sur un quai du port de Ouistreham avec, en arrière-plan, la vedette de la Gendarmerie maritime.
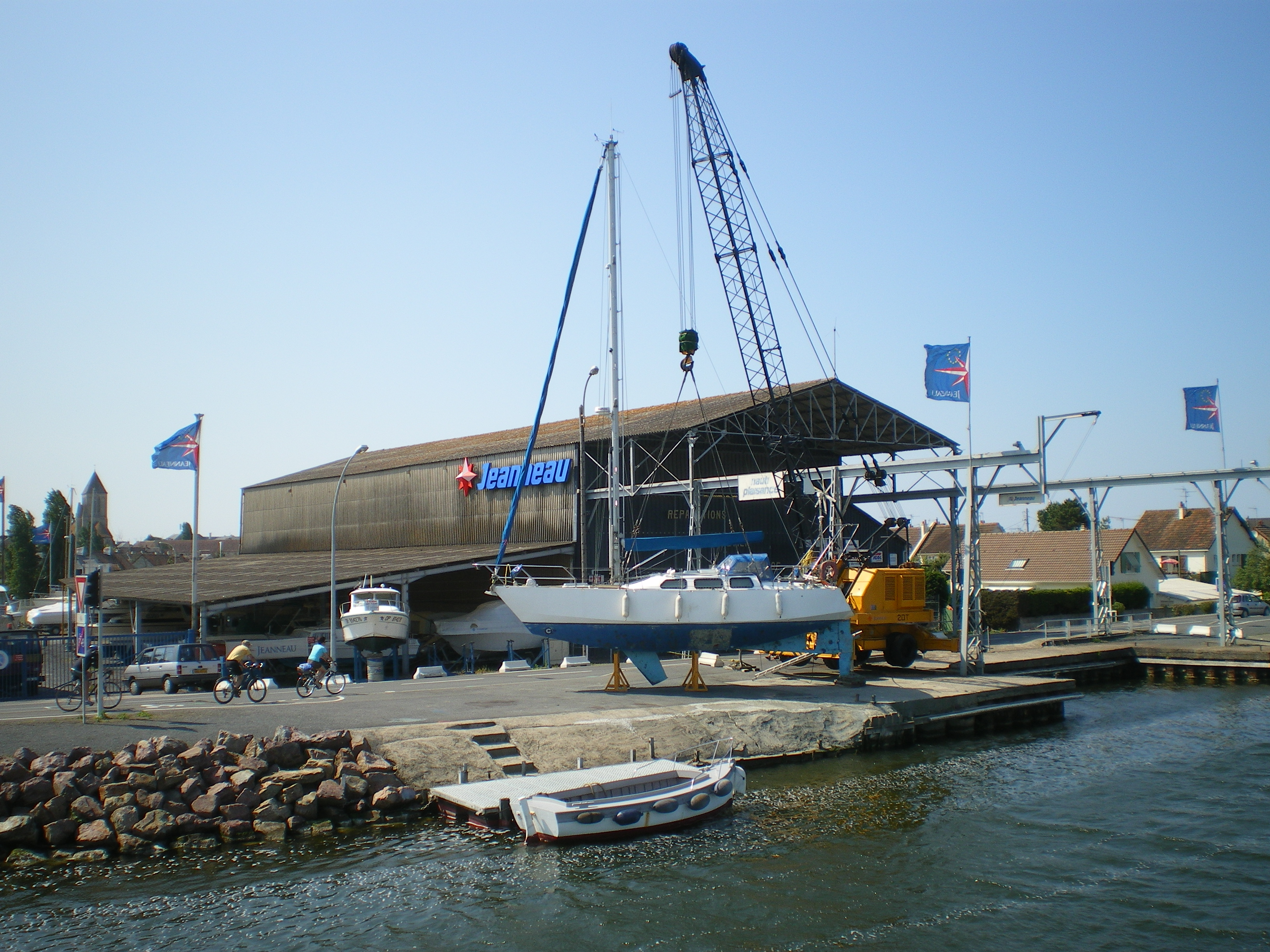
Le chantier naval Jeanneau, quai Jean-Charcot, au bord du canal de Caen à la mer.
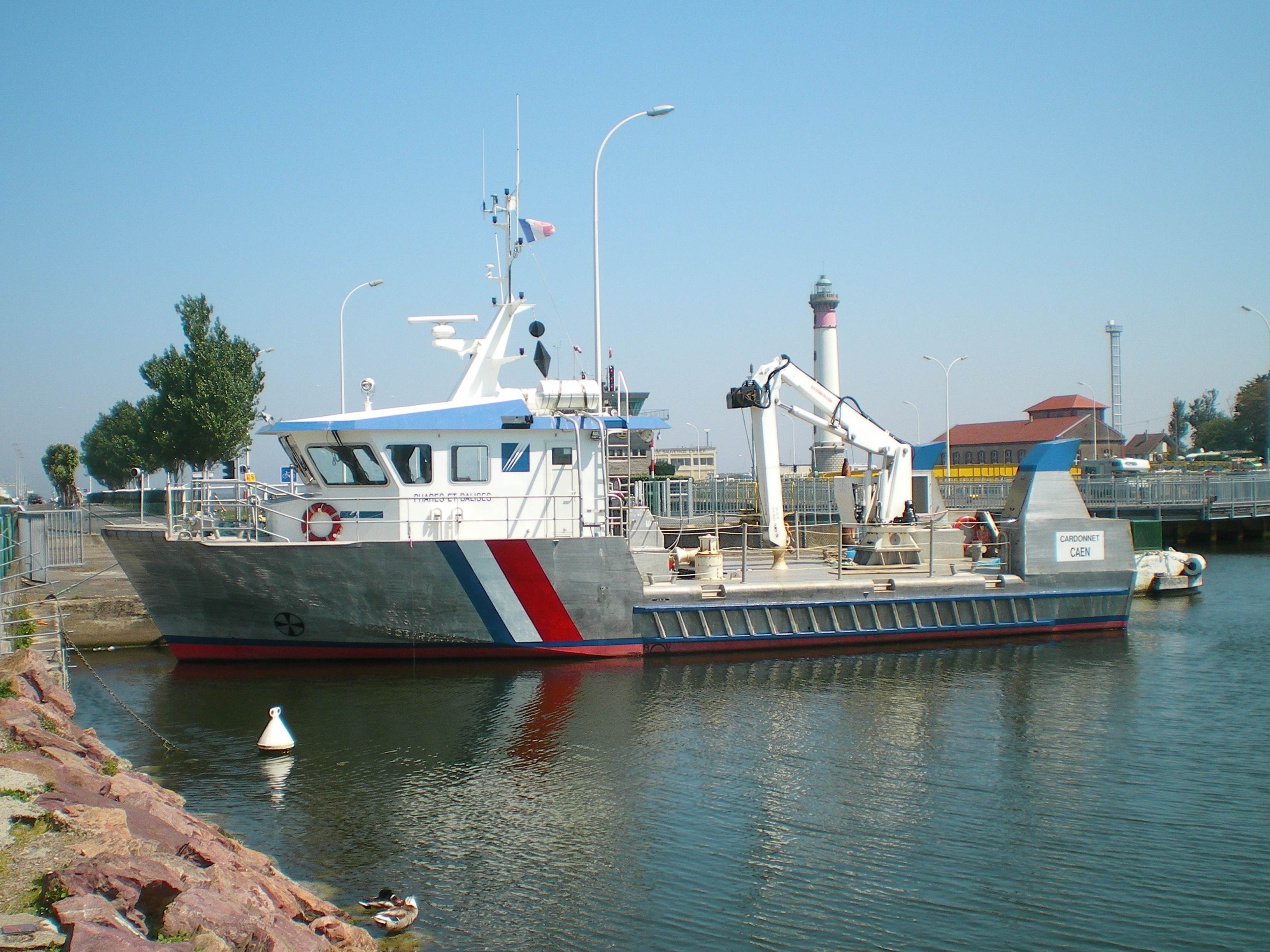
Le Cardonnet, le bateau de travaux maritimes du port.
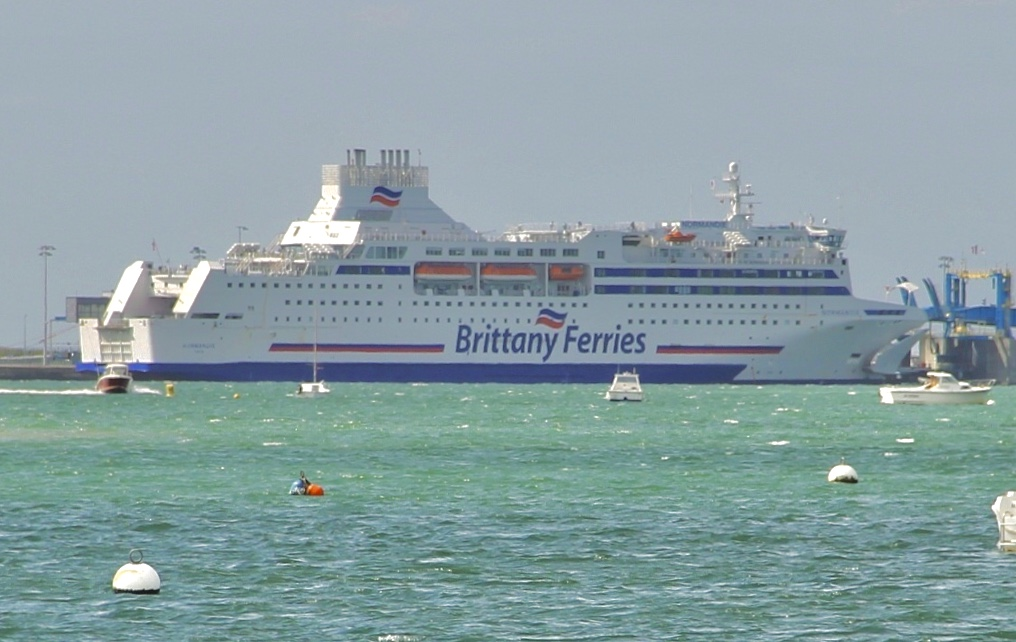
Le car-ferry « Normandie » accosté au terminal de Ouistreham en août 2015.

#### Liaisons cyclables
La voie verte de Caen à Ouistreham permet de relier Caen à vélo. La commune est aussi le point de départ de la véloroute 43 jusqu'à La Rochelle.

## Urbanisme

### Typologie
Au 1er janvier 2024, Ouistreham est catégorisée centre urbain intermédiaire, selon la nouvelle grille communale de densité à 7 niveaux définie par l'Insee en 2022.
Elle appartient à l'unité urbaine de Ouistreham, une unité urbaine monocommunale constituant une ville isolée,. Par ailleurs la commune fait partie de l'aire d'attraction de Caen, dont elle est une commune de la couronne,. Cette aire, qui regroupe 296 communes, est catégorisée dans les aires de 200 000 à moins de 700 000 habitants,.
La commune, bordée par la baie de Seine, est également une commune littorale au sens de la loi du 3 janvier 1986, dite loi littoral. Des dispositions spécifiques d'urbanisme s'y appliquent dès lors afin de préserver les espaces naturels, les sites, les paysages et l'équilibre écologique du littoral, tel le principe d'inconstructibilité, en dehors des espaces urbanisés, sur la bande littorale des 100 mètres, ou plus si le plan local d'urbanisme le prévoit.

### Occupation des sols
L'occupation des sols de la commune, telle qu'elle ressort de la base de données européenne d'occupation biophysique des sols Corine Land Cover (CLC), est marquée par l'importance des territoires artificialisés (42,7 % en 2018), en augmentation par rapport à 1990 (34,7 %). La répartition détaillée en 2018 est la suivante : 
zones urbanisées (28,5 %), zones humides côtières (19,9 %), terres arables (16,2 %), zones industrielles ou commerciales et réseaux de communication (11,3 %), prairies (7,4 %), forêts (4,9 %), eaux continentales (3,8 %), eaux maritimes (3,8 %), espaces verts artificialisés, non agricoles (3 %), zones agricoles hétérogènes (1,1 %), espaces ouverts, sans ou avec peu de végétation (0,2 %). L'évolution de l'occupation des sols de la commune et de ses infrastructures peut être observée sur les différentes représentations cartographiques du territoire : la carte de Cassini (XVIIIe siècle), la carte d'état-major (1820-1866) et les cartes ou photos aériennes de l'IGN pour la période actuelle (1950 à aujourd'hui).

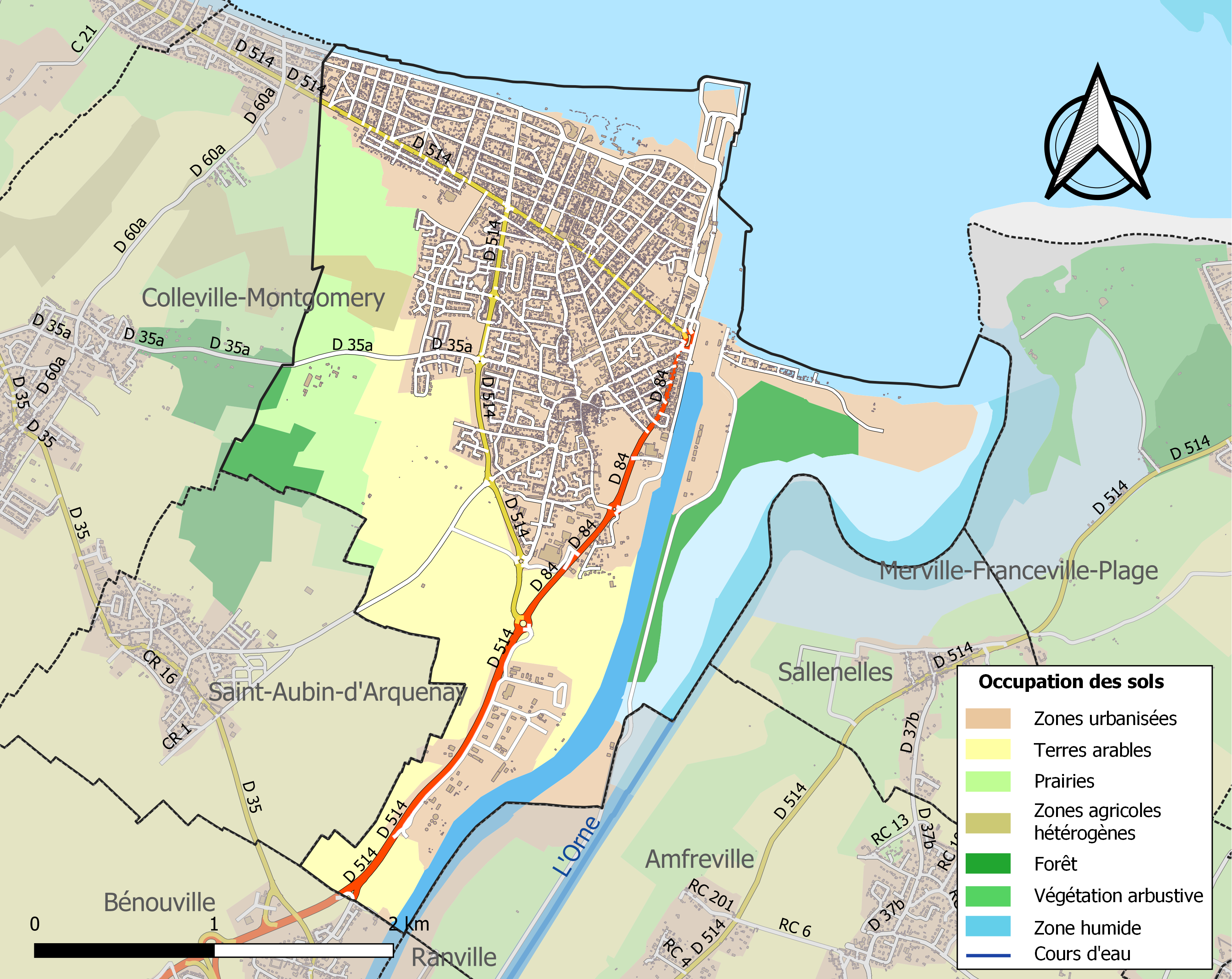
Carte des infrastructures et de l'occupation des sols de la commune en 2018 (CLC).

## Toponymie
Ouistreham est mentionnée dès 1086 sous la forme Oistreham et  sous les formes Oystreham, Hoistreham également en 1086 ; Oistreham en 1259 ; Oistrehannum en 1260 ; Ouistrehannum en 1281 ; Oestream et Hoistrehan vers 1300 ; Ostreham et Ostrehan au XIVe siècle ; Hoystrehan en 1371 ; Estrehan en 1620 ; Oyestreham au XVIIIe siècle (carte de Cassini) et XIXe siècle,.
Elle tirerait son nom d'origine germanique d'un établissement de colons saxons, implantés dans la région en tant que mercenaires (autour des IVe et Ve siècles). Cependant, il n'existe aucune attestation de ce toponyme antérieurement au XIe siècle. En outre, on rencontre dans la toponymie normande de nombreux éléments anglo-saxons, langue proche du vieux saxon, qui sont à mettre en relation avec l'installation de colons venus d'Angleterre avec les Scandinaves autour du Xe siècle.
Le second élément -ham représente le vieil anglais hām « maison », « foyer », « groupe d'habitations », dont procède pour l'essentiel le vieux normand ham « village » (cf. Le Ham), d'où les diminutifs hamel « hameau, foyer » et hamelet « petit hameau ».
Le premier élément Ouistre- est plus difficile à déterminer. Pour Albert Dauzat et Charles Rostaing qui se basent sur la forme du XIe siècle Oistreham, régulièrement attestée par la suite, il s'agit d'un terme vieux saxon qu'ils donnent sous la forme ooster « est », mais T. F. Hoad cite ōstar « est » (cf. vieux haut-allemand ōstar, ex. : Österreich, nom allemand de l'Autriche et le suédois öster « est »), l'évolution phonétique est analogue à celle du latin ostrea qui a donné le vieux français oistre (> huitre), attesté au XIIIe siècle et en usage jusqu'au XVIIe siècle.
Par contre, René Lepelley envisage, à la suite d'Auguste Longnon et de Louis Guinet, une étymologie par le vieil anglais westre « ouest », en se basant sur la régularité des formes Estreham ou Etreham attestées pour ce lieu jusqu'au XVIIIe siècle. À cela s'ajoute un argument topographique : ouest ne peut signifier qu'« à l'ouest de l'embouchure de l'Orne ». Longnon et Guinet ont proposé le vieux saxon westar de même sens,, ce qui en ferait un toponyme plus ancien. Le vieil anglais westre « ouest » n'est pas mentionné par T. F. Hoad, mais le vieil anglais west semblable au vieux saxon west et Duden cite le moyen haut-allemand wester issu du vieux haut-allemand westar. Auguste Longnon a rapproché Ouistreham du nom de lieu anglais Westerham (Kent, Westarham 871 - 889, Oistreham 1086). Il convient sans doute de comparer l'élément Oistre- des formes anciennes, avec Oister- trouvé dans (Maisnillus) Oisterlandi attesté en 1059, aujourd'hui le Mesnil-Sterling au Tréport (Seine-Maritime) « Le village de l'ouest ». Ouistreham est située à l'ouest de l'embouchure de l'Orne, lieu marquant.
Remarques : en théorie, [w] est passé à [v] au XIIe siècle en normand septentrional (au nord de la ligne Joret où se situe Ouistreham), la forme moderne attendue à partir du vieil anglais *Westreham devrait donc être *Vêtreham. Cependant on constate en toponymie des cas où [w] s'est amuï devant -e ou -i, d'où une possible forme hypothétique *Westarham ou *Westreham devenue Estreham, puis Étreham. Elle serait comparable aux formes anciennes véritablement attestées Wellebuoth 1070 - 1081 > Elbeuf ; Wellebot(um) 1218 > Elbeuf-sur-Andelle ou encore Wicard(i) vill(a) 1025 > Incarville, etc., où le [w] s'est amuï. Ce particularisme phonétique n'est observé par François de Beaurepaire, que dans la toponymie de la Haute-Normandie. En fin de compte, ni Louis Guinet, ni René Lepelley à sa suite, n'expliquent pourquoi dès la forme primitive on trouve Oistreham au lieu du *Westerham attendu. La difficulté phonétique reste double : chute d'un W- initial précoce et insolite dans la région et passage du groupe /estre/ à /oistre/ inexpliqué, car il faut encore supposer une forme *Eistreham antérieure, qui n'a d'ailleurs guère de raison d'être et une francisation précoce *Eistre- > Oistre-, théoriquement impossible à l'époque. L'analogie avec le français moderne ouest est fortuite et va d'ailleurs à l'encontre de cette explication puisque ce mot n'est pas attesté avant le milieu du XIIe siècle, de plus, sa forme est west, avant de devenir ouest à partir de la fin du XIVe siècle. Il s'agit d'un emprunt au moyen anglais.
Depuis fin 2014, la municipalité a choisi d'utiliser le nom de Ouistreham Riva-Bella, d'après le quartier balnéaire de la commune.
Napoléon a surnommé « Bédouins » les habitants d'Ouistreham. Ils sont plus habituellement appelés Ouistrehamais.

## Histoire

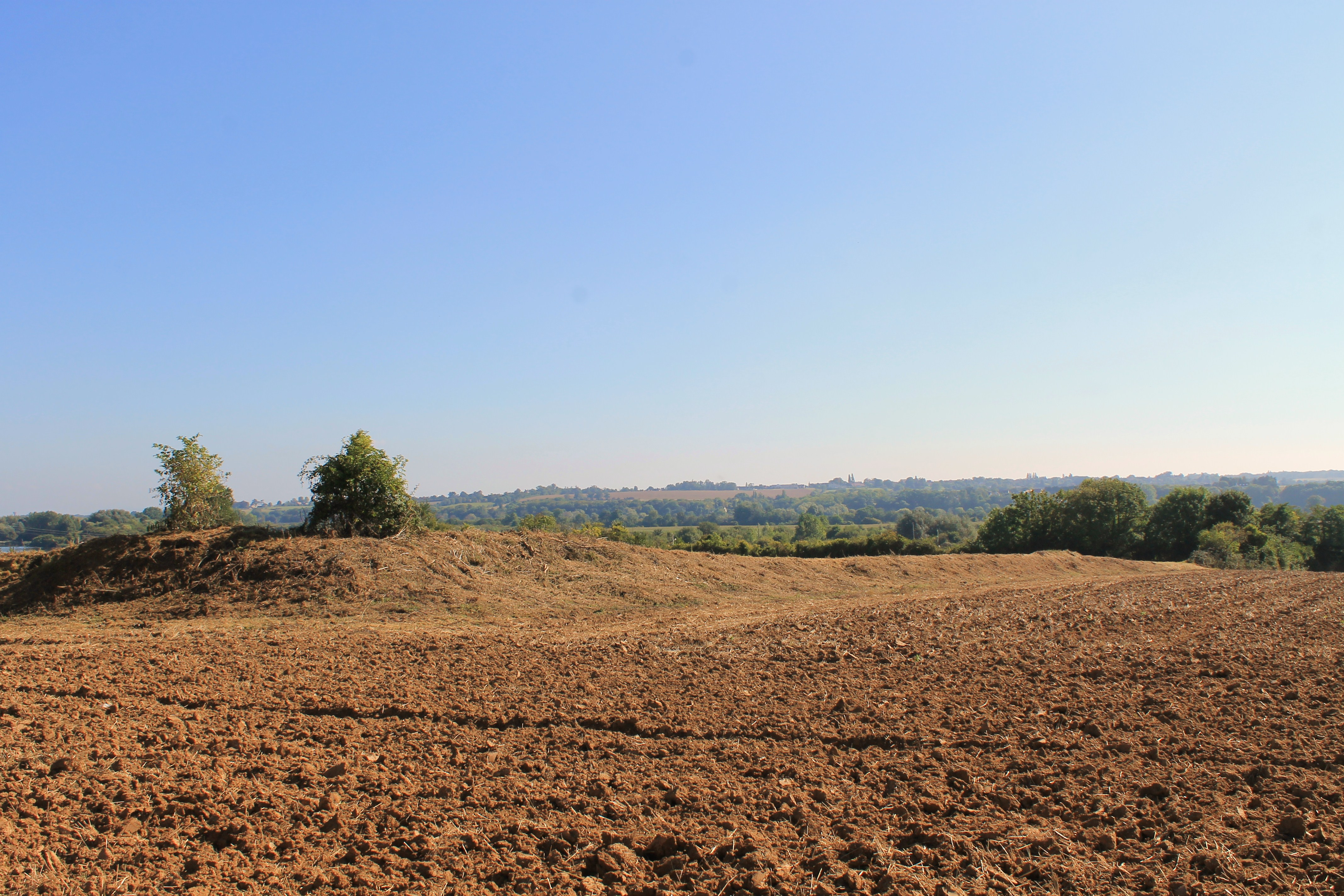
Le « camp romain » du Catillon.

Un « camp romain » (du Catillon ou du Castillon) était situé sur la rive gauche de l'Orne près de Bénouville. Il a été nivelé, il n'en reste qu'une petite partie du rempart nord-ouest. En réalité, l'archéologie moderne exclut l'hypothèse qu'il s'agisse d'un camp romain, en tout cas pas du Haut Empire, les archéologues n'ayant jamais mis au jour de camp romain datant de cette période dans le Nord de la Gaule, hormis Arlaines à Ressons-le-Long (Aisne), et vraisemblablement pas non plus du Bas Empire. L'expression Camp romain ou Camp de César s'applique de manière générale à des ouvrages datant de l'Âge de fer ou du Moyen Âge.

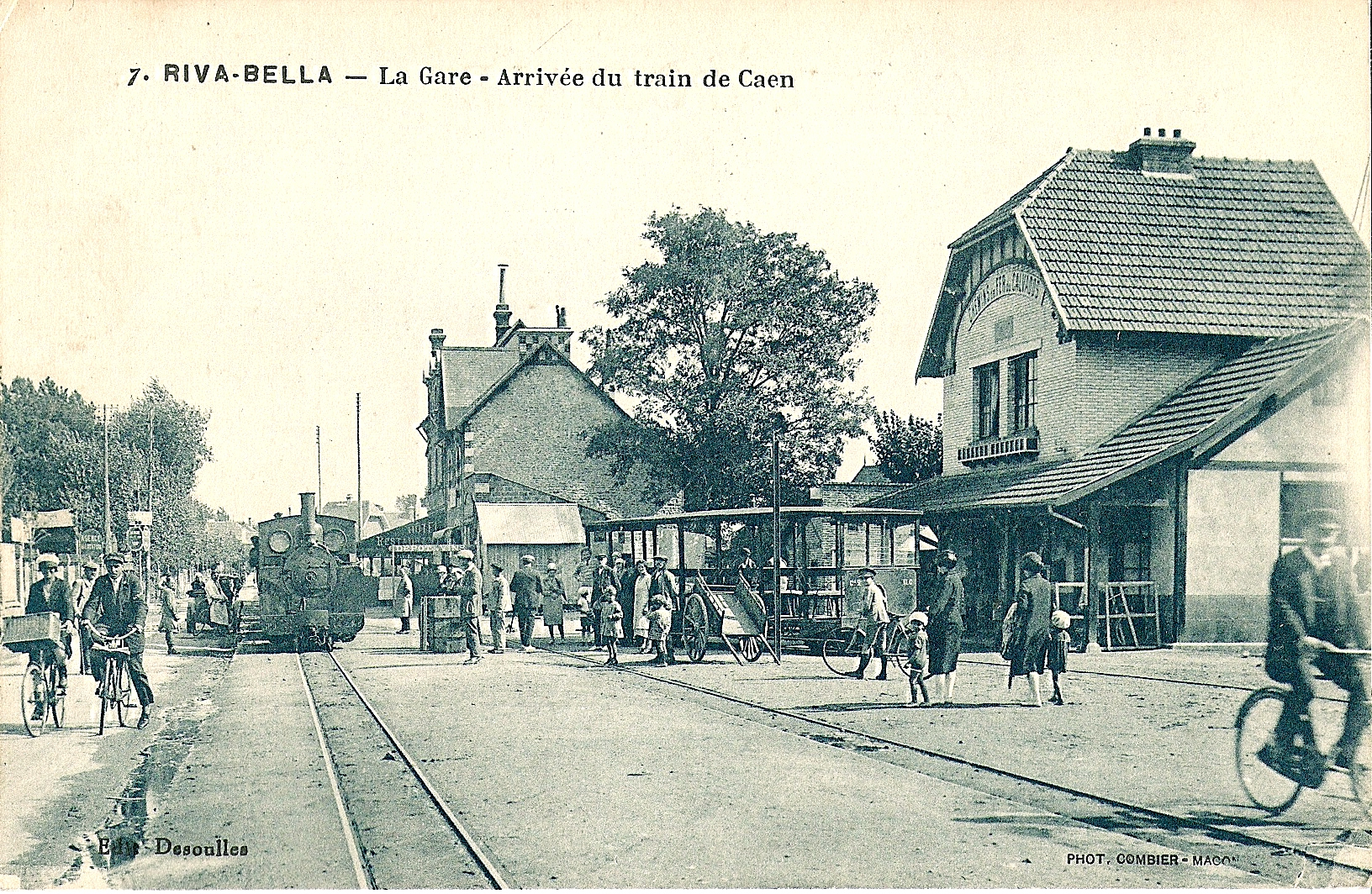
La gare CFC de Riva-Bella.

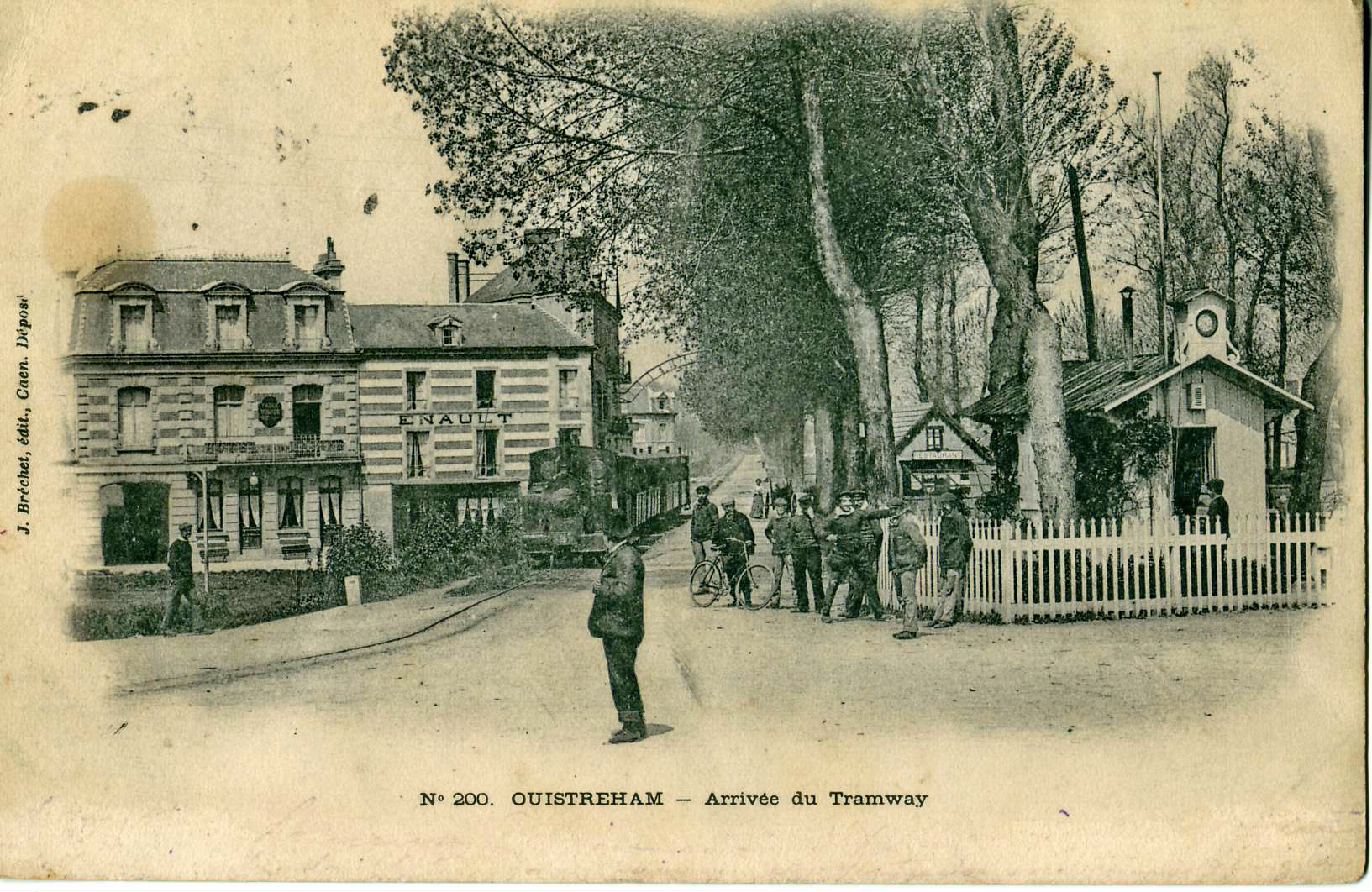
Arrivée du train CFC à Ouistreham.

L'église Saint-Samson et la grange aux dîmes forment, dès le début du hameau de Ouistreham, le cœur de cette cité. Sa proximité avec la mer a fait que le bourg s'est développé vers la grève, au nord. Ouistreham était un village de pêcheurs et de paysans où l'activité était aussi liée au commerce maritime. Ouistreham connut l'essor de son port grâce à l'extraction et à l'exportation de la pierre de Caen et de Ranville. Il y subsiste encore quelques maisons typiques de pêcheurs.
En 1779, pour protéger l'embouchure de l'Orne des attaques anglaises, il fut décidé de construire trois redoutes selon les plans de Vauban, à Ouistreham, Colleville et Merville. Ces redoutes furent désarmées en 1816, celle de Ouistreham fut vendue à un particulier qui la transforma en maison de maître. Des vestiges de la redoute sont encore visibles au « Petit Château de la Redoute » au 38 boulevard Boivin-Champeaux.
En 1866, une première villa est construite dans les dunes. Son propriétaire, M. Longpré, fabricant de corsets à Caen, lui donna le nom de Belle Rive. Un peintre qui avait remarqué que les couchers de soleil sur les grèves de Ouistreham ressemblaient à ceux qu'il avait eu l'occasion d'admirer en Italie, de Belle Rive en fit Riva Bella. Peu à peu les dunes et marécages disparaissent pour laisser place à des villas et le premier casino est édifié.
Au tout début du XXe siècle, la station balnéaire s'est développée autour de ces luxueuses villas et des infrastructures de loisirs : thalassothérapie et casino de Ouistreham. Le 15 août 1891, la société anonyme des Établissements Decauville Aîné ouvre à titre provisoire une voie ferrée d'intérêt local à voie étroite (60 cm) entre Ouistreham et Luc-sur-Mer. Cette ligne, prolongée en 1891–1892 jusqu'à Dives-sur-Mer et Caen, est reprise en 1894 par la Société anonyme des Chemins de fer du Calvados. Elle restera pendant longtemps la ligne la plus rentable du réseau des Chemins de fer du Calvados. Alors que les autres lignes sont fermées les unes après les autres dans les années 1930, la ligne Luc - Ouistreham - Caen est conservée. Endommagée pendant le débarquement, elle ferme en 1944.
En 1912-1913, est fondée la société balnéaire de la plage de Riva-Bella. Formée entre différents propriétaires, cette société anonyme a pour objet « l'amélioration générale et le développement de la station balnéaire de Riva-Bella, la location de la plage et des lais de mer, leur mise en valeur et exploitation directe ou indirecte ». Il est prévu dans les statuts de la société, dont la durée est fixée à cinquante ans, que Riva-Bella devienne une commune autonome ou un syndicat obligatoire.
Lors de la Seconde Guerre mondiale, Ouistreham est occupée par les troupes allemandes. À partir de 1942 la zone de la plage devient un no man's land ; 123 villas en bordure de la mer sont rasées pour faire place aux défenses du Mur de l'Atlantique : 80 ouvrages en béton et un poste d'observation d'artillerie surplombant la plage « le grand bunker » sont édifiés. Le 6 juin 1944, ce poste de surveillance devient un lieu stratégique et sa prise permet d'assurer le point de débarquement sur la plage de Sword Beach. Le commando no 4 franco-britannique commandé par le colonel Robert Dawson, comportant les 177 fusiliers marins français du 1er BFMC du commandant Philippe Kieffer (faisant partie intégrante de la première brigade spéciale de Lord Lovat) a ensuite atteint les ponts de Bénouville (Pegasus Bridge) et Ranville et opéré ainsi la jonction avec les parachutistes de la 6e DAP (Airborne britanniques) après des combats de rues à Ouistreham.
Le 6 juin 2014, Ouistreham a accueilli la cérémonie internationale du 70e anniversaire du débarquement et de la bataille de Normandie (5 millions de téléspectateurs en France ; 1,2 milliard dans le monde). Étaient présents 1 800 vétérans, 19 chefs d'État et 8 000 invités d'honneur et Ouistrehamais en tribunes.

## Politique et administration
La commune a intégré la communauté d'agglomération Caen la Mer le 1er janvier 2013.

### Liste des maires

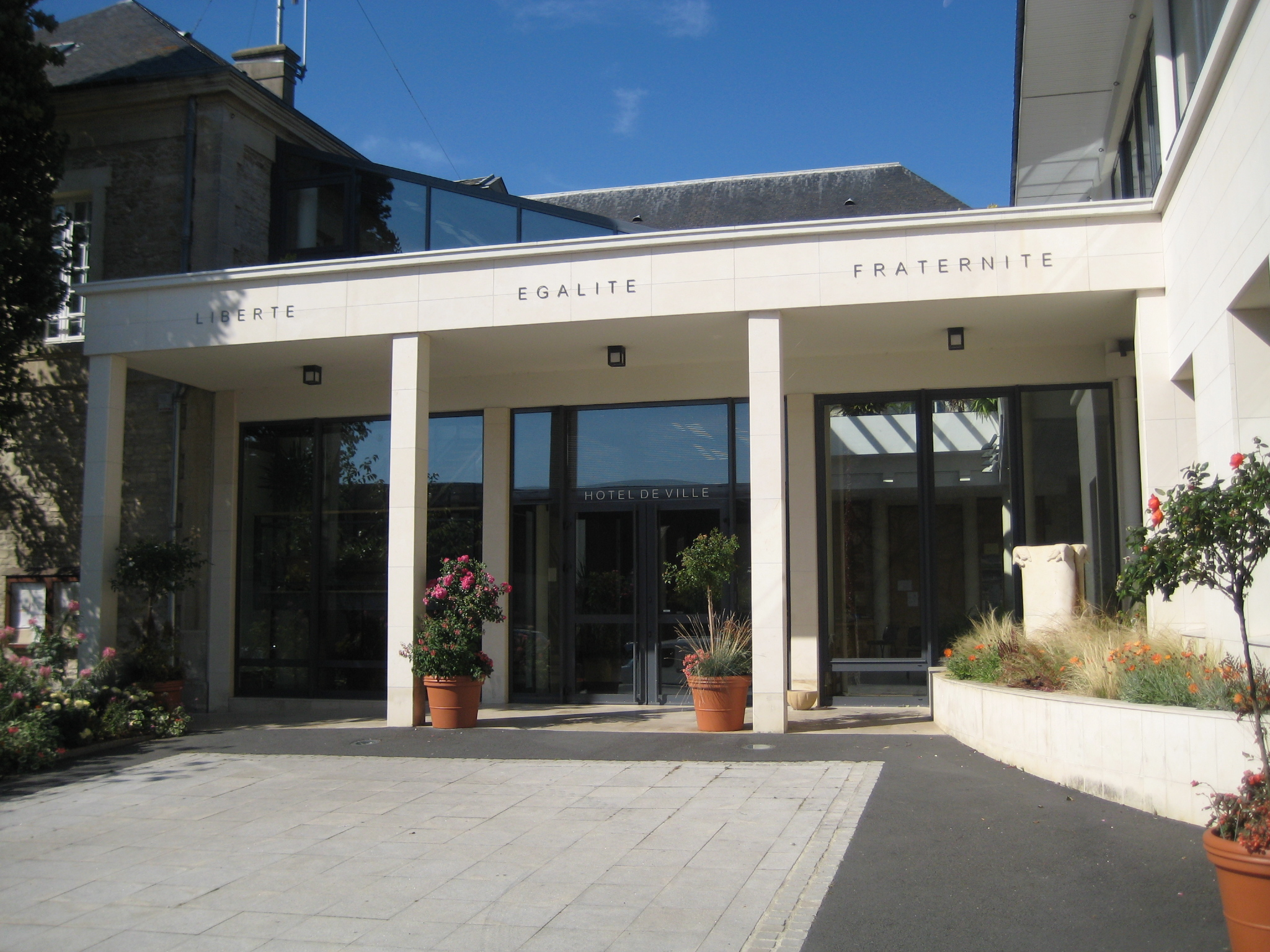
La mairie.

Le conseil municipal est composé de vingt-neuf membres dont le maire et huit adjoints.

## Population et société

### Démographie

#### Évolution démographique
L'évolution du nombre d'habitants est connue à travers les recensements de la population effectués dans la commune depuis 1793. Pour les communes de moins de 10 000 habitants, une enquête de recensement portant sur toute la population est réalisée tous les cinq ans, les populations de référence des années intermédiaires étant quant à elles estimées par interpolation ou extrapolation. Pour la commune, le premier recensement exhaustif entrant dans le cadre du nouveau dispositif a été réalisé en 2005.
En 2022, la commune comptait 9 261 habitants, en évolution de +1,58 % par rapport à 2016 (Calvados : +1,58 %, France hors Mayotte : +2,11 %).
| 1793 | 1800 | 1806  | 1821  | 1831  | 1836  | 1841  | 1846  | 1851  |
| ---- | ---- | ----- | ----- | ----- | ----- | ----- | ----- | ----- |
| 854  | 796  | 1 050 | 1 104 | 1 162 | 1 149 | 1 359 | 1 194 | 1 133 |

| 1856  | 1861  | 1866  | 1872  | 1876  | 1881  | 1886  | 1891  | 1896  |
| ----- | ----- | ----- | ----- | ----- | ----- | ----- | ----- | ----- |
| 1 221 | 1 259 | 1 243 | 1 249 | 1 196 | 1 222 | 1 206 | 1 194 | 1 354 |

| 1901  | 1906  | 1911  | 1921  | 1926  | 1931  | 1936  | 1946  | 1954  |
| ----- | ----- | ----- | ----- | ----- | ----- | ----- | ----- | ----- |
| 1 688 | 1 523 | 1 574 | 2 013 | 2 220 | 2 584 | 2 790 | 3 527 | 4 342 |

| 1962  | 1968  | 1975  | 1982  | 1990  | 1999  | 2005  | 2006  | 2010  |
| ----- | ----- | ----- | ----- | ----- | ----- | ----- | ----- | ----- |
| 4 780 | 5 223 | 6 140 | 6 310 | 6 709 | 8 679 | 9 209 | 9 252 | 9 381 |

| 2015  | 2020  | 2022  | - | - | - | - | - | - |
| ----- | ----- | ----- | - | - | - | - | - | - |
| 9 177 | 9 438 | 9 261 | - | - | - | - | - | - |

#### Pyramide des âges
La population de la commune est relativement âgée.
En 2018, le taux de personnes d'un âge inférieur à 30 ans s'élève à 24,6 %, soit en dessous de la moyenne départementale (35,2 %). À l'inverse, le taux de personnes d'âge supérieur à 60 ans est de 42,8 % la même année, alors qu'il est de 27,9 % au niveau départemental.
En 2018, la commune comptait 4 185 hommes pour 5 065 femmes, soit un taux de 54,76 % de femmes, largement supérieur au taux départemental (51,95 %).
Les pyramides des âges de la commune et du département s'établissent comme suit.
| Hommes | Classe d’âge | Femmes |
| ------ | ------------ | ------ |
| 1,1    | 90 ou +      | 3,6    |
| 12,2   | 75-89 ans    | 15,5   |
| 25,2   | 60-74 ans    | 27,4   |
| 21,0   | 45-59 ans    | 19,8   |
| 12,8   | 30-44 ans    | 11,9   |
| 13,9   | 15-29 ans    | 11,3   |
| 13,9   | 0-14 ans     | 10,6   |

| Hommes | Classe d’âge | Femmes |
| ------ | ------------ | ------ |
| 0,8    | 90 ou +      | 2,1    |
| 7,2    | 75-89 ans    | 10,2   |
| 18,1   | 60-74 ans    | 19,3   |
| 19,4   | 45-59 ans    | 18,9   |
| 17,8   | 30-44 ans    | 16,9   |
| 19     | 15-29 ans    | 17,1   |
| 17,7   | 0-14 ans     | 15,5   |

### Enseignements

#### Élémentaires et maternelles
Ouistreham dispose de trois établissements publics d'enseignement primaire :
- école primaire Briand ;
- école primaire Charcot ;
- école maternelle Coty ;

auxquels il faut ajouter un établissement privé : l'école primaire et maternelle du Sacré-Cœur.

#### Collège
Ouistreham possède un collège public :
- Collège Jean-Monnet

## Activité et manifestations

### Le sport
Le stade Philippe-Kieffer accueille un terrain de football, une piste d'athlétisme, un gymnase conventionnel (20 × 40 m) ainsi que le dojo et le gymnase Gérard-Legoupil. Le stade Petit-Bonheur est constitué de six terrains permanents afin d'accueillir les adhérents du club de football chaque semaine. Le Cosec, comme ses frères jumeaux en France, est un gymnase construit dans les années 1970, pendant la forte période de développement des activités physiques et sportives.
L'Association Jeunesse sportive de Ouistreham fait évoluer deux équipes de football en ligue de Basse-Normandie et une troisième équipe en division de district. Le club dispose également d'une section basket-ball qui présente deux équipes masculines et deux équipes féminines dont une en Pré-Nationale et d'une section handball.
Le circuit Ouistreham-Riva-Bella accueille des courses de karting.

### La vie associative
On recense environ 120 associations présentes au cœur de Ouistreham, aussi bien au niveau sportif (football, basket, tir à l'arc, voile, tao yin-qi gong, yoga, danse, tennis, etc.), culturel (théâtre, cinéma, musique, chorale), défense du patrimoine, éducatif qu'au niveau de l'action sociale.

### La vie culturelle
La vie culturelle de Ouistreham est animée par plusieurs entités :
- l'école intercommunale de musique. L'action de l'école est soutenue par l'association Actimusique ;
- des orchestres : un big band (OJBB) et un orchestre d'harmonie (L'Union musicale) ;
- l'association de danse ;
- l'Office municipal d'Action culturelle (OMAC) ;
- deux associations de théâtre (L'AET et Les Agités) ;
- une chorale membre d'À Cœur Joie.
- La bibliothèque municipale

Le centre socio-culturel (ouvert en janvier 2010) vise à accueillir et fédérer les activités culturelles dans la ville.
Tous les deux ans le centre socioculturel organise les Ouistreham Jazz Escales. Ce festival de jazz est né en 2007 et se déroule la dernière semaine de janvier ou première semaine de février. Il s'efforce de faire découvrir diverses formes de musique improvisée et de faire participer les élèves de l'école de musique et les scolaires.

### La Normandie Beach Race
La Normandy Beach Race, est la première « Beach Race » vintage de France. Elle se déroulait tous les ans en septembre depuis 2019 et jusqu'en 2021 date à laquelle la fréquence est passée à 2 ans sur la plage de Riva-Bella avec une piste aménagée sur la sable sur 1/8 de mile, soit 200 mètres, pour des voitures et des motos d'avant 1947 qui s'élancent pour des courses deux par deux.

### Jumelages
La ville est jumelée avec :
- Braine-l'Alleud (Belgique) depuis 1954 ;
- Lohr am Main (Allemagne) depuis 1993 ;
- Angmering (Royaume-Uni) depuis 1976.

## Économie
Selon l'INSEE, en 2014 :
- Population active : 3329
- Chômeurs : 539
- Taux de chômage : 14,1 %
- Revenu moyen par ménage : 21 212€ / an
- Taux de propriétaires : 57,4 %
- Prix moyen de l'immobilier (vente) : 2 000 € / m²
- Prix moyen de l'immobilier (location) : 10 € / m² / mois

La commune partage le port de commerce avec Caen. Elle possède aussi en propre un port de plaisance.

## Culture et patrimoine

### Patrimoine architectural

#### Église Saint-Samson

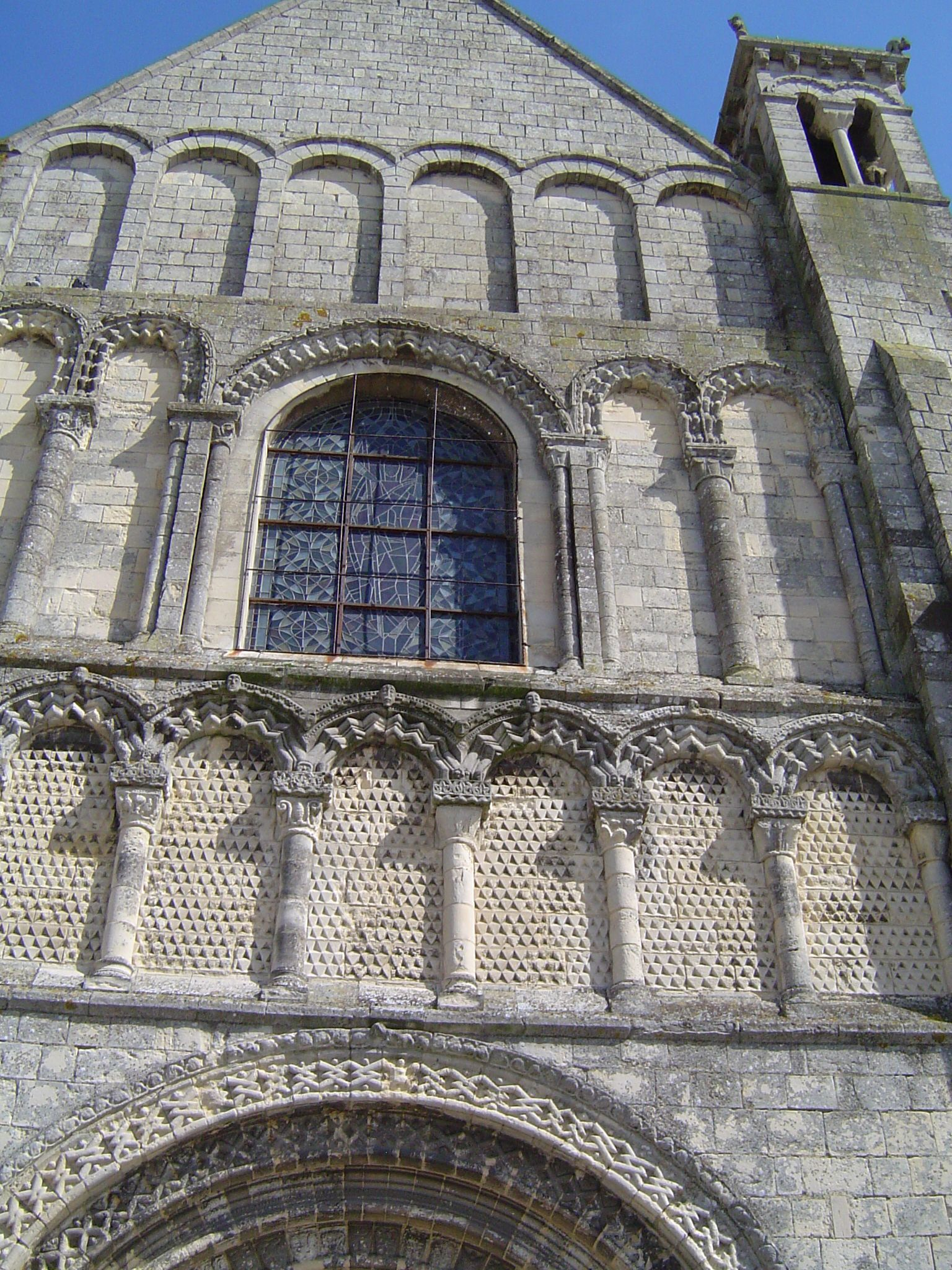
L'église Saint-Samson du XIIe siècle.

Au cœur de Ouistreham se dresse l'église paroissiale Saint-Samson. Elle fut construite durant les années qui précèdent 1150, sous l'égide de la sixième abbesse de la Trinité de Caen, Jeanne de Coulonces, elle fut dédiée à saint Samson en 1180.
La prospérité du bourg, dont le trafic portuaire était florissant durant toute la période anglo-normande ainsi que le patronage de l'abbaye aux Dames ont conféré la remarquable qualité de ce monument.
La nef à six travées accompagnées de collatéraux est prolongée par un avant-chœur coiffé d'une grosse tour et un chœur qui se termine par une abside en hémicycle. Bien que la construction d'origine date de 1150, l'ensemble a subi des restaurations radicales à la fin du XIXe siècle, ce qui a provoqué une modification sensible de son organisation architecturale et de sa sculpture.
L'église veilla sur le bourg en remplissant au travers des siècles, outre sa vocation religieuse, plusieurs fonctions : fortifiée au XIVe siècle elle joua un rôle de défense, comme en témoignent les canons déposés sur son mur sud, et de protection car le clocher servit aussi de phare et les pilotes surveillaient la mer d'une lucarne aménagée au-dessus de l'abside.
L'intérieur de l'église conserve encore des statues et un mobilier intéressants, ainsi que deux vitraux commémorant la libération de la ville lors de la Seconde Guerre mondiale. Au sud de l'église, s'élève le monument aux morts, remarquable par la présence du marin et du fantassin, le tout surmonté d'un coq.
L'église est classée au titre des monuments historiques par la liste de 1840.

#### Grange aux dîmes

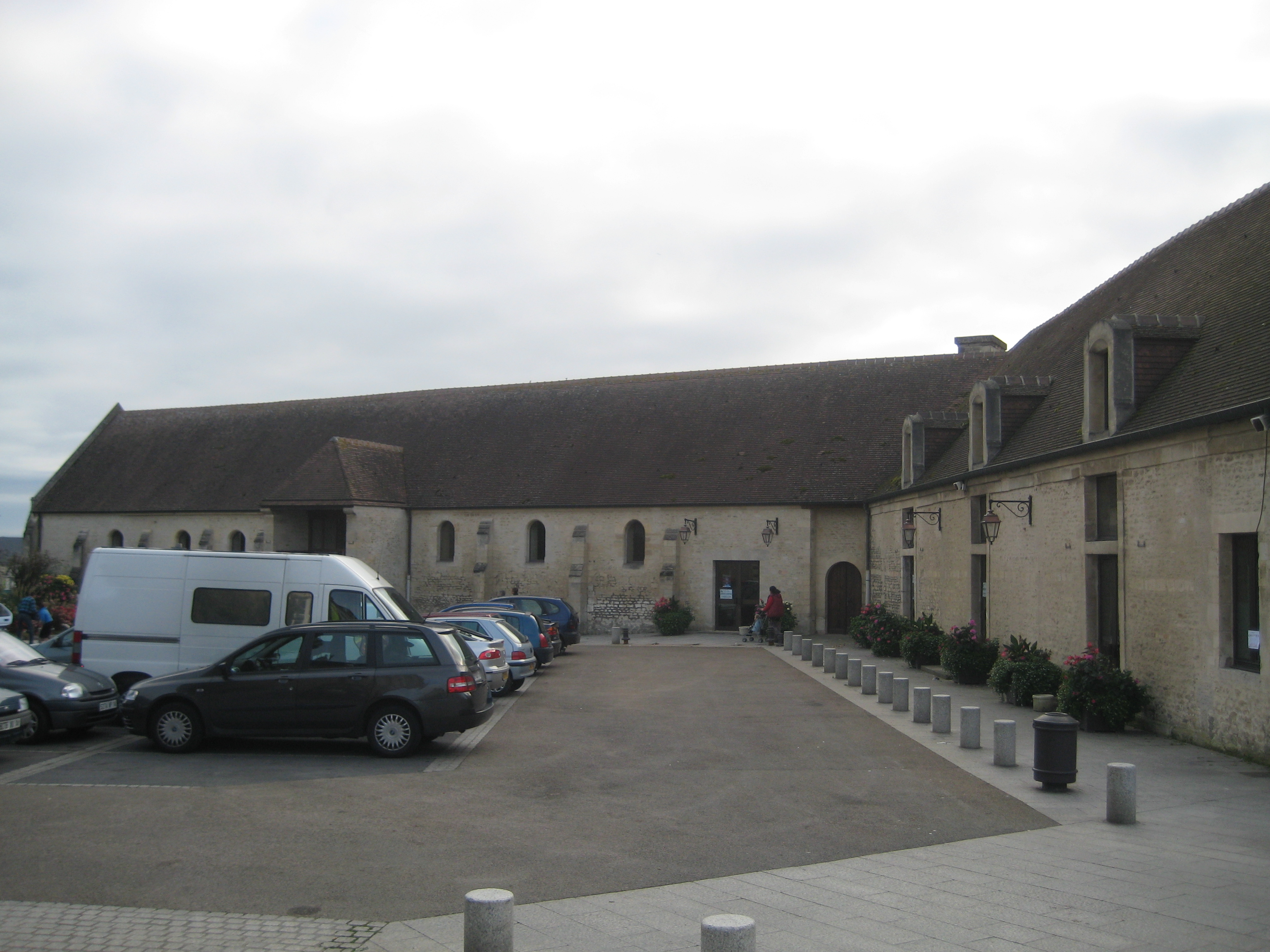
La grange aux dîmes.

Attenant à l'église Saint-Samson, on trouve un ensemble de bâtiments anciens datant des Xe et XIe siècles entièrement rénovés à la fin du XXe siècle, la grange aux dîmes. Jusqu'à la Révolution, Ouistreham était une baronnie appartenant à l'abbesse de la Trinité de Caen, la population lui était redevable de la dîme (impôt représentant environ un dixième des récoltes et des troupeaux) qui était entreposée dans ces bâtiments. L'architecture de cette grange est similaire à celles construites en Angleterre durant la même période et montre ainsi l'importance de l'influence des échanges anglo-normands à l'époque.
On peut trouver mention de la grange aux dîmes de Ouistreham dès 1257 dans un censier commandé par l'abbesse de Caen : « Y avait une grange à dîmes. La dixmes d'Oystreham, Saint-Aubin, du Port et de Colleville appartenaient à l'abbaye. »
La grange est inscrite au titre des monuments historiques en 1971.
Aujourd'hui cette grange, qui a été restaurée et aménagée sans perdre sa configuration originelle, est transformée en salle de réception.

#### Phare

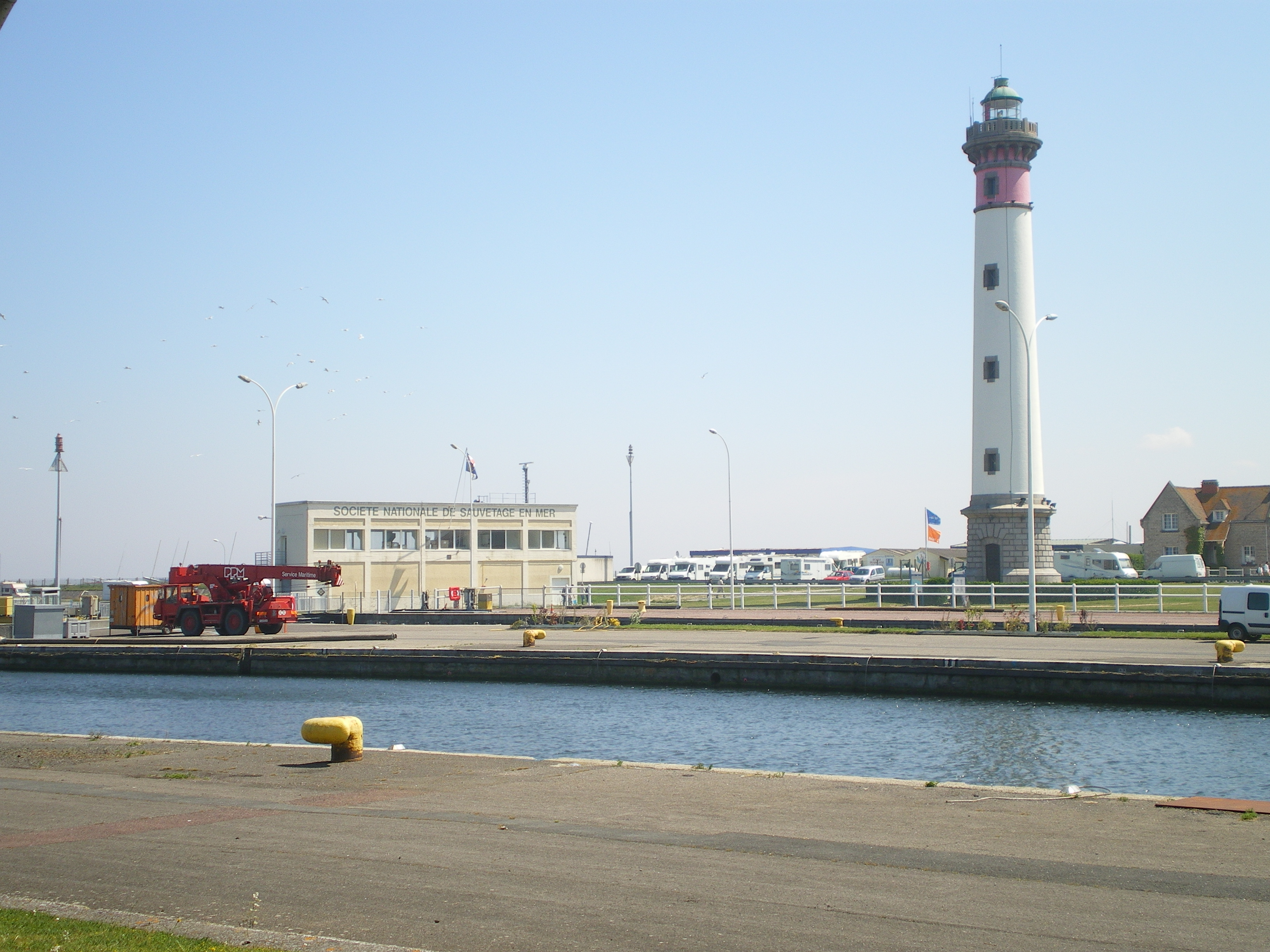
Le phare d'Ouistreham vu du terre-plein de l'écluse.

Le phare de Ouistreham est un phare de granit, cylindrique, de 38 mètres de haut et peint en rouge et blanc et doté de 171 marches. Ce phare terrestre a été érigé en 1905 en remplacement de l'ancien phare carré de 13 mètres de haut.
Le phare de Ouistreham est visible à 16 milles marins. Il indique aux marins la zone des dangereux rochers des Essarts grâce à un secteur rouge montrant la direction à ne pas prendre.

#### Poste de direction de tir de Riva-Bella
Le poste de direction de tir de Riva-Bella est un élément constitutif du Mur de l'Atlantique situé 21 avenue du Six-Juin. Il abrite aujourd'hui un musée, « le Grand Bunker », sur le thème du mur de l'Atlantique. Le poste est inscrit au titre des monuments historiques par arrêté du 13 juin 1994.

### Labels
La commune est une ville fleurie (trois fleurs) au concours des villes et villages fleuris et une station nautique trois étoiles.
La commune bénéficie également des labels Ville active et sportive et Ville Internet depuis 2018,.

### Patrimoine culturel et ludique

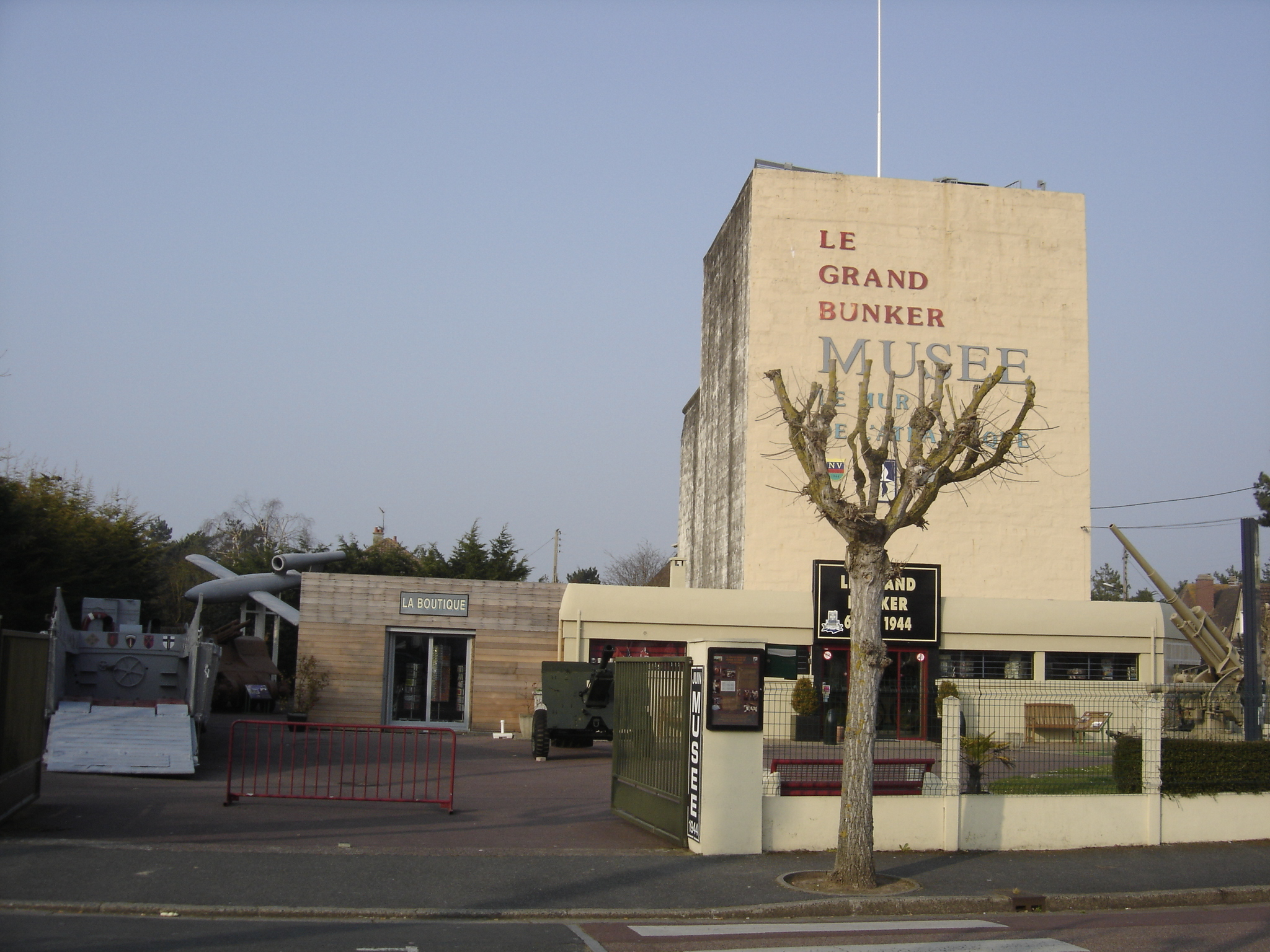
Le musée du Mur de l'Atlantique.

#### Musées
- Le Grand Bunker de Ouistreham, installé dans le poste de direction de tir de Riva-Bella.
- Musée no 4 Commando : ce musée retrace l'épopée des premiers commandos qui débarquèrent à Sword Beach le 6 juin à l'aube avec parmi eux, le 4e commando franco-britannique du commandant français Philippe Kieffer.

#### Statues et monuments
- La statue en bronze d'Aristide Briand Les Méditations, située place du Général de Gaulle, réalisée par Émile Guillaume, inaugurée par le préfet Alexandre Angeli en juin 1937. Son déboulonnement et sa fonte sont envisagés sous le régime de Vichy, dans le cadre de la mobilisation des métaux non ferreux. Finalement, les autorités renoncent et la retirent de la liste des statues en bronze sacrifiées.
- Signal, monument commémoratif du débarquement allié. Il fait partie d'une série de monuments semblables, portant le même titre, situés dans les communes où le débarquement de 1944 eut lieu. Il est financé par l'argent tiré de la vente d'épaves du Débarquement. Il est inauguré le 6 juin 1957 sur un blockhaus, situé à l'emplacement où a été édifiée la gare maritime. Le monument est retiré lors de la construction de celle-ci et placé sur le rond-point de l'avenue du grand large (RD 84), à l'intersection avec le quai Jean Charcot et la rue Émile Herbline.
- La Flamme, située au 23 boulevard Aristide Briand, réalisée en aluminium par Yvonne Guégan, inaugurée le 6 juin 1984 par François Mitterrand. Elle est élevée sur une coupole de tir. Les noms des 177 Français qui ont participé au débarquement le matin du 6 juin 1944 sont gravés sur le métal. Autour, dix petites stèles portent le nom des commandos morts entre Colleville-Montgomery et Ouistreham.

Monument La Flamme
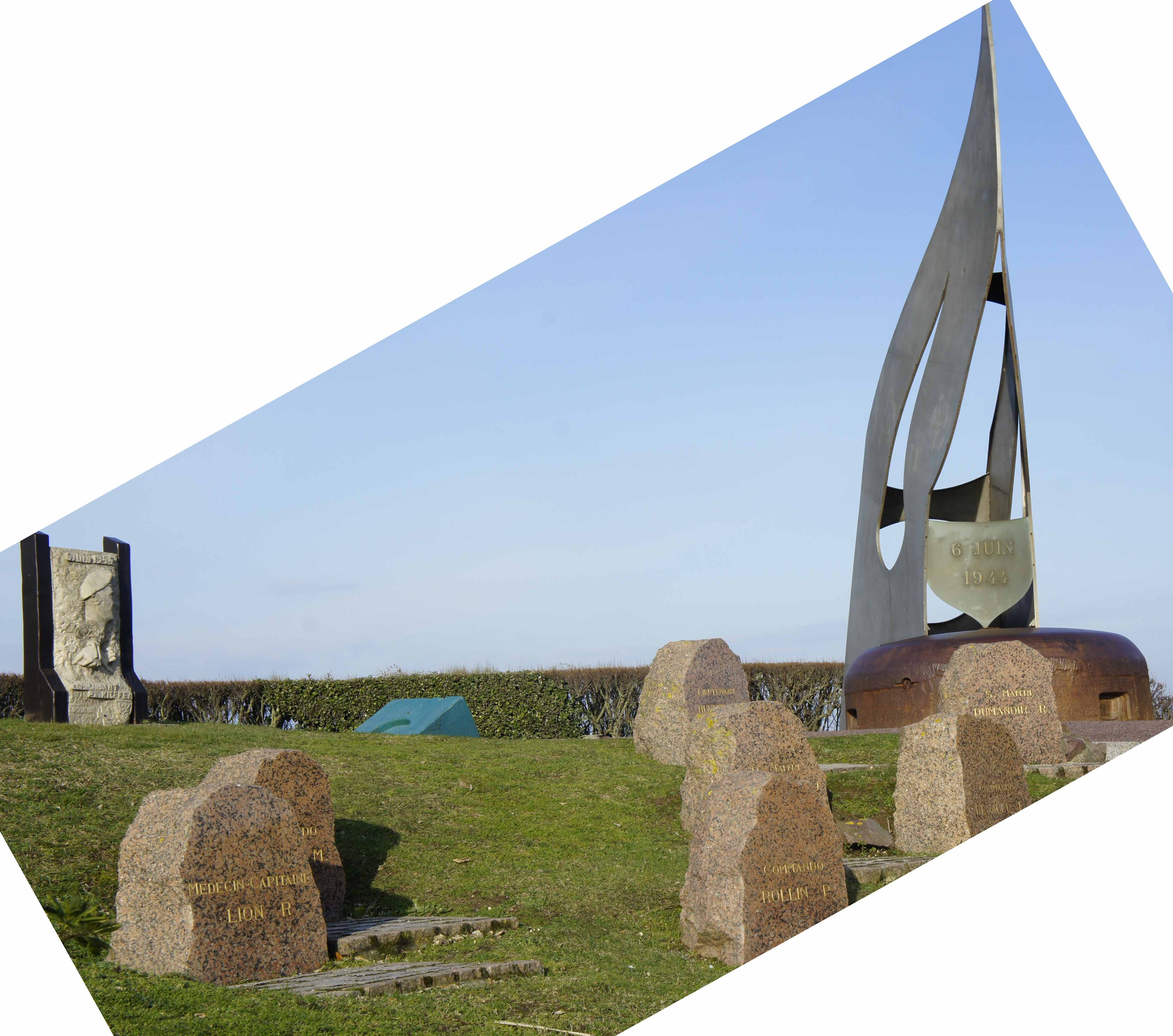
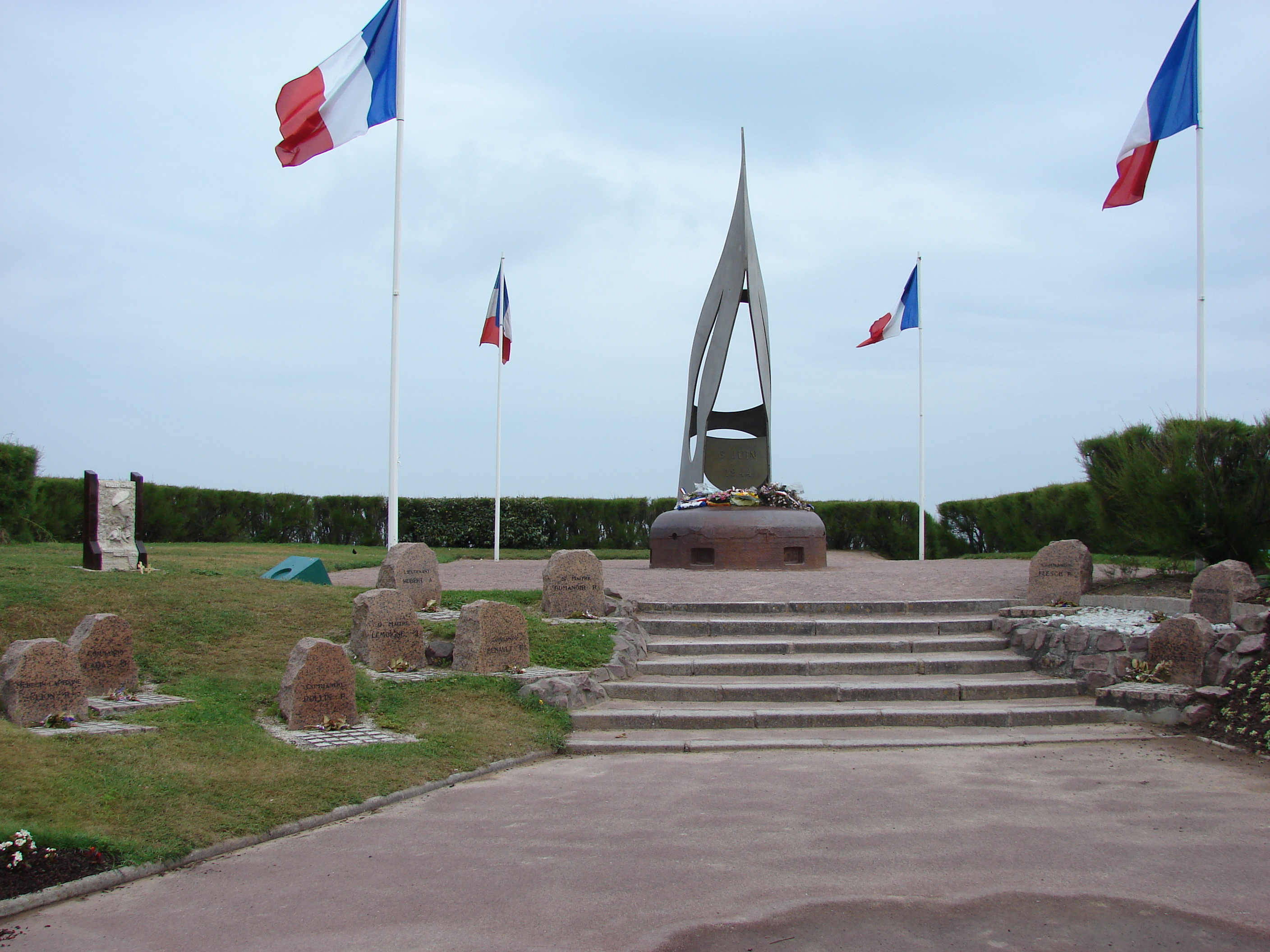
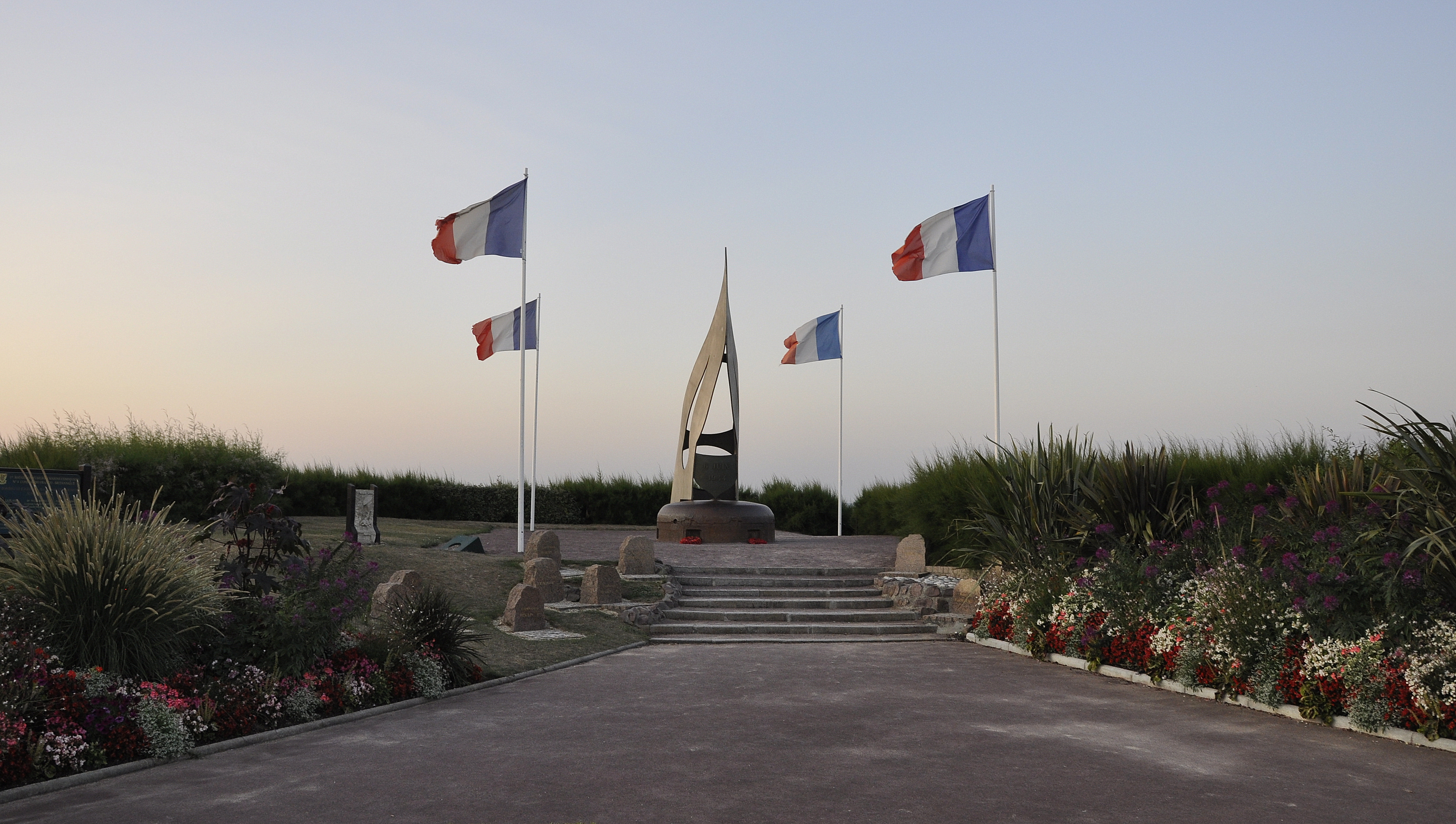

- La statue en bronze de Lord Lovat, située au 23 boulevard Aristide Briand, inaugurée en 2014.
- La statue en granit de Philippe Kieffer, située au 23 boulevard Aristide Briand, inaugurée par sa fille Dominique en 2019.
- Le calvaire, route de Caen.

#### Galerie de peinture
Située dans les jardins du casino, à côté de l'office de tourisme, appelée Galerie Delobel, la galerie de la plage abrite des expositions temporaires d'artistes locaux.

#### Cinéma

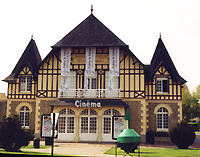
Le « cinéma Michel Cabieu » d'Ouistreham.

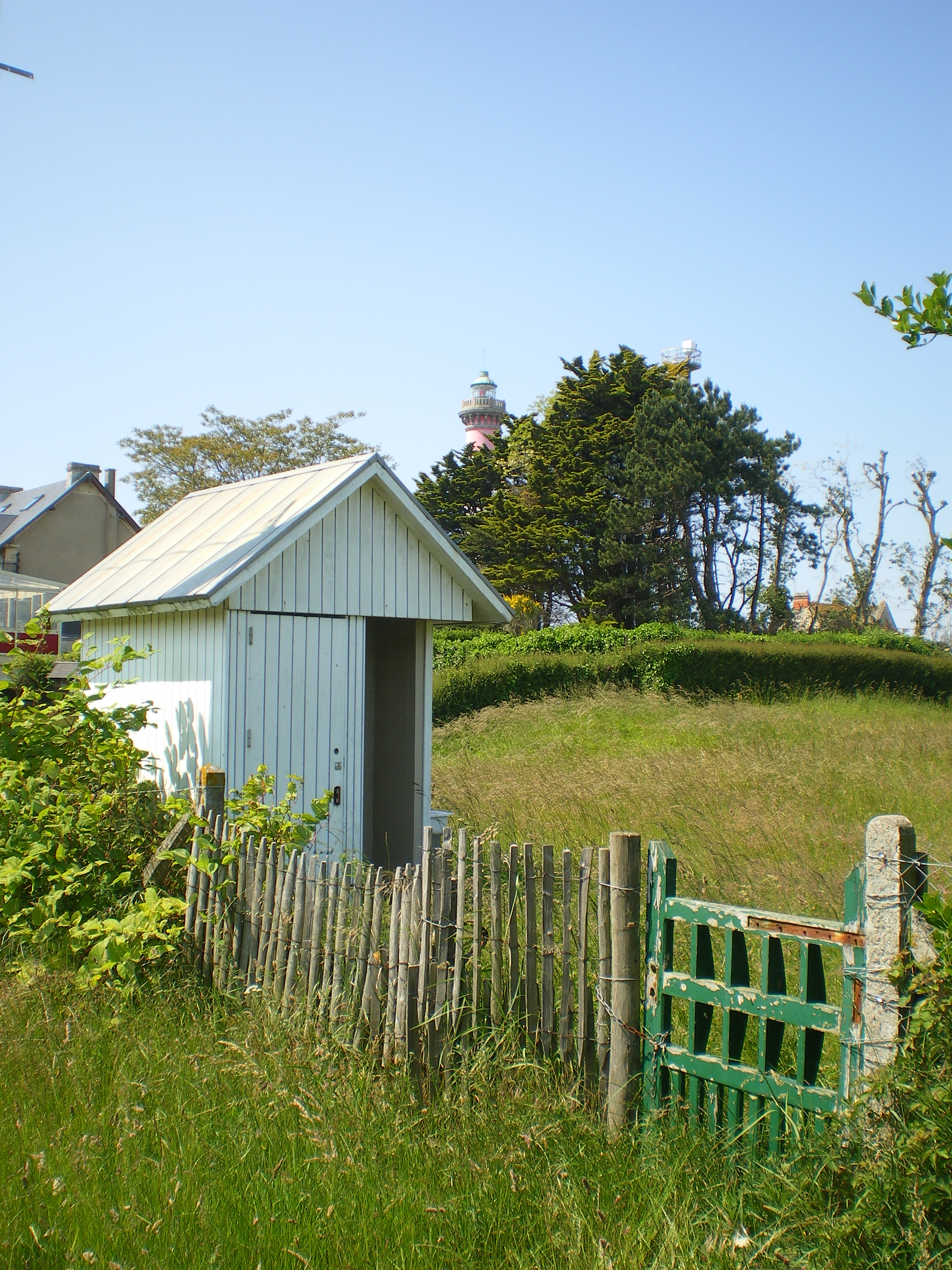
Une cabine de plage isolée.

L'association loi de 1901 « Cinéma Michel Cabieu » gère l'unique salle de la commune depuis 1983. Cette salle d'environ 380 places est située dans un bâtiment à colombages, dans le style classique normand. Catherine Frot est marraine du cinéma ainsi que, depuis 2010, Jacques Perrin.

#### Casino
Le casino de Ouistreham (Pierre Dureuil architecte), sur le thème de la mer, est un établissement du groupe Lucien Barrière. Il dispose de 145 machines à sous, deux tables de Blackjack, une table de roulette anglaise, une table de hold'em poker de contrepartie et deux tables de boule. L'établissement comporte également la brasserie « Le Doris », le restaurant « La Croisière » et la discothèque « Le Cercle ».

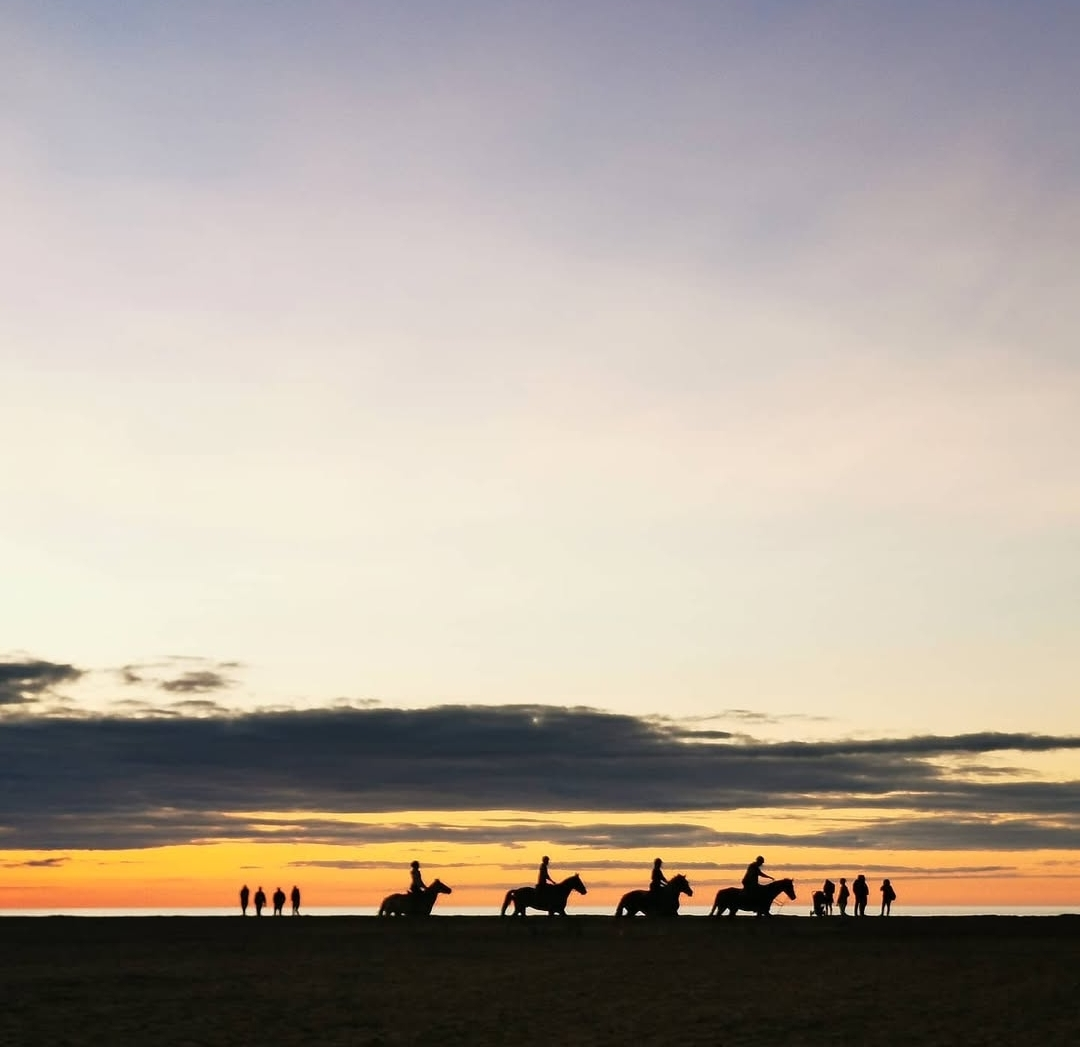
Coucher de soleil sur la plage de Ouistreham

#### Ouistreham dans les arts

##### Ouistreham en littérature
- Ouistreham est le lieu principal de l'intrigue du roman Le Port des brumes de Georges Simenon mettant en scène le célèbre commissaire Maigret.
- Parmi les 177 hommes du commando Kieffer qui débarquèrent à Colleville-Montgomery, Gwenn-Aël Bolloré écrit ses mémoires J'ai débarqué le 6 juin 1944 et Nous étions 177 et l'on peut y lire la description de la bataille de Ouistreham.
- Pour son enquête réalisée dans la région caennaise, Florence Aubenas obtient un CDD à bord du ferry, qui donnera le titre de son livre publié en 2010, Le Quai de Ouistreham.

##### Ouistreham au cinéma
- On peut voir l'explosion du casino de Ouistreham dans le film Le Jour le plus long, ce qui est une erreur historique puisque ce casino avait déjà été démoli par les nazis en 1942 et remplacé par un bunker[75]. Cette scène a par ailleurs été tournée à Port-en-Bessin.
- Une scène du film Les Valseuses, de Bertrand Blier, a été tournée sur la plage avec Gérard Depardieu, Patrick Dewaere et Jeanne Moreau
- Une scène du film Disco, de Fabien Onteniente avec Franck Dubosc, a été tournée à Ouistreham.
- Une scène du film Turf de Fabien Onteniente, tournée sur la plage au niveau du poste de secours n° 1 avec Vahina Giocante.
- Le roman de Florence Aubenas est adapté au cinéma par Emmanuel Carrère dans le film Ouistreham sorti en 2021.

"À bord d'une ville" (film documentaire, 77 min. 24 heures de Ouistreham) de Alexeï Konovalov-Louval

##### Ouistreham en musique
- Tournage du clip de Marina Kaye On my own. Tourné en intégralité à Ouistreham Riva-Bella, au Dansoir et sur la plage.
- À l'occasion du Riva-Bella Festival, la Ville a accueilli, en juin 2016, Amir, Tal, Cris Cab, Imany, Julian Perretta, Souf, Sasha, Boostee et Morgan Nagoya.

### Personnalités liées à la commune
- Michel Cabieu (1730-1804), milicien. Il repoussa les Anglais qui tentaient de débarquer à Ouistreham en 1762. Il fut honoré par la convention en 1790 et fut surnommé le général Cabieu. Le cinéma et une avenue portent son nom.
- Jean-Joseph Sulpis (1826-1911), graveur d'architecture, est mort à Ouistreham le 7 février 1911.
- Le sculpteur Antoine Watrinelle (1828-1913) est mort dans une maison construite selon ses plans à l'embouchure de l'Orne.
- Aristide Briand (1862-1932), homme politique, y possédait une résidence de vacances (qui existe encore, le long du canal de Caen à la mer) et un yacht (la Simounelle). Une avenue et un groupe scolaire portent son nom.
- Jeanne Messager (1887-1971 à Ouistreham), musicienne.
- Le stade de Ouistreham est nommé d'après le capitaine de corvette Philippe Kieffer (1899-1962), commandeur de la Légion d'honneur, Compagnon de la Libération, Croix de guerre 1939-1945 (quatre citations) et Military Cross (Royaume-Uni). Une stèle commémorative à son image fut apposée sur la plage en 1969.
- Georges Simenon (1903-1989), écrivain, y résida et y localisa son roman Le Port des brumes.
- L'esplanade menant à la plage et au casino porte le nom d'un des hommes du commando no 4 : le commandant Alexandre Lofi (1917-1992), Compagnon de la Libération, officier de la Légion d'honneur et commandeur dans l'ordre national du Mérite, Croix de Guerre avec 3 citations à l'ordre de l'armée et titulaire de la Military Cross (haute distinction britannique).
- Augustin Hubert (né le 5 mars 1918 à Nantes), officier de marine français mort au champ d'honneur le 6 juin 1944 à Riva Bella (Ouistreham) lors du débarquement de Normandie.
- Léon Gautier (1922-2023), membre des commandos Kieffer, débarque à Colleville-Montgomery et longe la plage pour libérer Ouistreham. Il y habite de 1992 à sa mort[76].
- Édouard Zarifian (1941-2007), psychiatre, décédé dans la commune.

### Héraldique
| Armes d'Ouistreham | Les armes de la commune de Ouistreham se blasonnent ainsi : Tiercé en pal : au 1er de gueules aux trois demi-léopards d'or passant l'un sur l'autre et mouvant du flanc senestre, au 2e de gueules aux deux demi-léopards d'or passant l'un sur l'autre et mouvant du flanc dextre, au 3e d'or au lion de sable chargé d'une crosse du champ, le tout sommé d'un chef d'azur chargé d'un drakkar adextré d'une coquille et senestré d'une étoile de six rais, le tout d'argent. |

Ce blason reprend celui de l'abbaye Sainte-Trinité de Caen dont Ouistreham était une baronnie jusqu'à la Révolution mais s'en différencie par son chef. On y trouve donc les armes d'Angleterre (trois léopards d'or sur fond rouge — dit de gueules) et de Normandie (deux léopards sur fond rouge), rappelant ainsi les échanges très présents entre les deux régions mais aussi et surtout les armes de Flandres (lion noir — de sable — sur fond or) en référence à Mathilde de Flandres — femme de Guillaume le Conquérant — qui est liée à l'abbaye caennaise (d'où la crosse sur le lion de Flandres). Enfin, le chef de ce blason, sur le thème et la couleur de la mer, évoque tout le pan côtier de la bourgade. On retrouve aussi ce côté maritime par le trident qui orne le cimier.